# Shaquille O'Neal
Shaquille Rashaun O'Neal (Newark, 6 de março de 1972) é um empresário, comentarista esportivo e ex-basquetebolista norte-americano que atuava como pivô.
"Shaq", como ficou conhecido, é frequentemente descrito por especialistas e entusiastas do basquete como um dos jogadores mais dominantes da história da National Basketball Association (NBA). Ele ganhou quatro vezes o título da NBA, uma vez o prêmio de MVP, três vezes o prêmio de MVP das Finais, três vezes o prêmio de MVP do Jogo das Estrelas e uma medalha de ouro olímpica com a Seleção Americana de Basquete. Foi duas vezes o cestinha da temporada, escolhido 15 vezes para o Jogo das Estrelas e 14 vezes para o Melhor Time da NBA. Em 1996, apenas seu quarto ano na liga, foi escolhido um dos 50 maiores jogadores da história da NBA e, em 2021, foi escolhido um dos 75 maiores jogadores da história da NBA. Foi induzido ao Basketball Hall of Fame em 2016 e ao FIBA Hall of Fame em 2017.
Disputou basquete universitário pela Louisiana State University, onde foi eleito o melhor atleta universário de 1991 pela Associated Press, e ingressou na NBA em 1992 ao ser escolhido pelo Orlando Magic com a primeira escolha geral no draft. Tornou-se rapidamente um dos melhores pivôs da liga: foi eleito Calouro do Ano em 1993, foi cestinha da temporada em 1995 e conduziu o Orlando Magic às finais da NBA de 1995, feito inédito na história do time. Em 1996, assinou com o Los Angeles Lakers o maior contrato da história do esporte profissional até então, em uma transferência descrita como uma das maiores contratações de um agente livre na história dos esportes norte-americanos. Com a camisa 34 do Lakers, O'Neal foi três vezes seguidas campeão da NBA e MVP das Finais (2000, 2001 e 2002) e eleito MVP da temporada regular (2000). Divergências com o ala-armador Kobe Bryant fizeram com que O'Neal fosse trocado para o Miami Heat, onde foi campeão da NBA pela quarta vez (2006, o primeiro título da história do Heat). Também defendeu Phoenix Suns, Cleveland Cavaliers e Boston Celtics antes de se aposentar das quadras em 2011.
Além de sua carreira como jogador de basquete, O'Neal já lançou quatro álbuns de rap, atuou em 12 filmes, é oficial da reserva da polícia portuária de Los Angeles, lutador de MMA e, atualmente, trabalha como comentarista esportivo no programa televisivo Inside the NBA, da rede norte-americana TNT.

## Ensino médio e carreira universitária
Shaquille O'Neal nasceu no dia 6 de março de 1972, em Newark, no estado de Nova Jérsei, filho de Lucille O'Neal e Joseph Toney, que deixou a família quando O'Neal tinha apenas seis meses de idade. Em virtude disso, O'Neal não considera Toney seu pai; ao invés disso, ele se refere a Philip Harrison, um sargento do exército dos Estados Unidos, como seu verdadeiro pai. Em 1984, quando O'Neal tinha 12 anos, Harrison foi transferido para uma base do exército em Wildflecken, na Alemanha. Lá, O'Neal começou a crescer em uma velocidade assustadora: com 13 anos, já media 2,03 m. "Nós comprávamos roupas no sábado e na sexta-feira seguinte elas já não serviam", relatou Harrison. Houve episódios em que a família encomendava roupas diretamente dos Estados Unidos — porém, até elas chegarem à Alemanha, já estavam pequenas.

### Ensino médio
Em 1985, O'Neal conheceu Dale Brown, treinador do time de basquete da Universidade do Estado da Luisiana (LSU). Brown estava na Alemanha ministrando cursos de treinamento e surpreendeu-se com Shaquille. "Ele chegou com sua maleta e me perguntou, 'Há quanto tempo você está no exército, soldado?' Eu disse a ele que só tinha 13 anos". Ali, Brown iniciou os contatos para que, no futuro, O'Neal fizesse faculdade na LSU.
Dois anos depois, quando O'Neal tinha 15 anos, a família O'Neal retornou aos Estados Unidos e foi morar em San Antonio, no Texas. O'Neal ingressou na Robert G. Cole High School, uma escola pública local, para cursar o ensino médio. Não parava de crescer: à época, já media 2,13 metros e pesava 113 quilos. Durante sua primeira temporada, o time de basquete da Robert G. Cole emplacou uma série de 32 vitórias e somente uma derrota; O'Neal, porém, era considerado um jogador normal. Seu pai entrou em cena e disse que se Shaquille não podia se esforçar o suficiente para se destacar, então era melhor abandonar o esporte. Na mesma noite, ele marcou 52 pontos em uma partida em Lubbock e chamou a atenção das universidades. A Cole High fez 36-0 e conquistou o título estadual naquela temporada; Shaquille recebeu inúmeros convites para jogar basquete universitário. A LSU, porém, tinha prioridade por conta do contato com o técnico Brown, anos antes. "Eu escolhi a LSU, primeiramente, porque o técnico Brown era honesto. Depois, os jogadores eram como uma família. Eram próximos. Em outros lugares, um vai pra lá, outro vem pra cá. Aqui, eles estão juntos", afirmou O'Neal.

### Carreira no basquete universitário
Ingressou na Universidade do Estado da Louisiana (LSU) em 1989, aos 18 anos, para cursar administração. Em sua primeira temporada na LSU, O'Neal teve médias de 13.9 pontos e 12 rebotes por jogo. Durante as férias, ele disputou o National Sports Festival, uma competição que reunia os principais atletas amadores do país. Contra jogadores até quatro anos mais velhos, Shaquille teve médias de 24.5 pontos e 13.8 rebotes por jogo e foi nomeado o jogador mais valioso do torneio. Ele apresentou um grande aperfeiçoamento físico em sua segunda temporada na LSU, relacionado à altura de seu salto. Em seu primeiro ano na universidade, ele pulava 40.6 centímetros; no segundo, ele aumentou a envergadura vertical do seu pulo para um metro. O pivô se tornou a peça central do jogo ofensivo da LSU e foi escolhido co-capitão da equipe. Shaquille tornou-se um dos jogadores mais dominantes da NCAA e liderou a liga universitária em rebotes, com 15.2 por jogo. Além disso, foi o sexto melhor em pontos (28.5 por jogo), quarto em tocos (4.8) e 14.º em aproveitamento de arremessos de quadra (63.9%).
Algumas das características do pivô de 19 anos saltaram aos olhos de quem o assistia na liga universitária, como sua velocidade, considerada incomum para alguém de seu tamanho. Tim Povtak, do jornal Orlando Sentinel, escreveu que O'Neal era "um poderoso gigante capaz de controlar um jogo de basquete de diversas formas. Ele bloqueia arremessos como Patrick Ewing, mas corre pela quadra como Karl Malone. É forte o bastante para te nocautear, mas gracioso o bastante para sair driblando pela quadra e atlético o suficiente para pegar um passe errante de ponte aérea, mudar seu percurso no meio do pulo e ainda enterrar a bola."
Em 1991, Dale Brown convocou dois consagrados ex-jogadores da NBA para auxiliarem no crescimento de Shaquille: Kareem Abdul-Jabbar e Bill Walton. Kareem ensinou a O'Neal o seu famoso sky hook, enquanto Walton lhe ensinou movimentos ofensivos e técnicas de bloqueio. Walton ficou impressionado com a capacidade de O'Neal: "Ele me lembra Charles Barkley. Shaquille tem aquela explosão rápida e incontrolável, como Barkley. É uma força bruta que você não consegue na academia. Vem de algum outro lugar, do fundo da alma. O garoto deve ter o talento físico e a disciplina pessoal para ser o melhor de todos."
Além do bom desempenho dentro das quadras, O'Neal também era um bom aluno. Dentre os integrantes do time da temporada de 1990–91, ele apresentou as melhores notas, recebendo um 3.0 — a nota máxima era 4.0. Tinha planos de encerrar seus estudos antes de se declarar elegível para o draft da NBA; entretanto, ele optou por abandonar o último ano por conta do assédio dos times da liga.
Durante suas três temporadas na LSU, Shaq teve médias de 21.6 pontos em 61% de aproveitamento de arremessos de quadra, 13.5 rebotes e 4.5 tocos por jogo. Também colecionou inúmeras distinções individuais: em 1991 e 1992, foi eleito o Jogador do Ano da Conferência Sudeste e incluído no primeiro time dos All-American, que incluía os melhores basquetebolistas amadores do país. Em 1991, O'Neal recebeu o Troféu Adolph Rupp, entregue pela Associated Press ao melhor jogador da liga universitária e o prêmio de melhor atleta amador do mundo, oferecido pela Tanqueray. O'Neal ainda estabeleceu uma série de recordes, tanto na liga quanto na LSU, que o incluiu em seu time do século e no Hall da Fama da universidade.
Sua passagem pela universidade foi eternizada de duas formas: em 2009, a LSU aposentou a camisa 33, utilizada por O'Neal durante sua passagem pelo time e, em 2011, inaugurou uma estátua de bronze do pivô, em tamanho real.

## Carreira na NBA

### Orlando Magic

#### 1992: Calouro do Ano
Shaq foi draftado pelo Orlando Magic com a primeira escolha geral do draft da NBA de 1992. O website oficial do Magic descreve a ocasião como "o dia mais importante na história da franquia." Em seus primeiros sete dias na NBA, O'Neal disputou cinco partidas, teve médias de  25.8 pontos, 16.4 rebotes e 3.4 tocos por jogo e recebeu o prêmio de Jogador da Semana. Em sua temporada de novato, teve médias de 23.4 pontos em 56.2% de aproveitamento em arremessos de quadra, 13.9 rebotes e 3.5 tocos por jogo; o desempenho fez com que ele recebesse o prêmio de Calouro do Ano. O'Neal se tornou o primeiro novato a ser votado como titular de um Jogo das Estrelas desde Michael Jordan, em 1985. Apesar de não ter conseguido a classificação para os playoffs da liga, o Magic encerrou a temporada com uma série de 41 vitórias (20 a mais do que na temporada de 1991) e 41 derrotas, naquela que, até então, havia sido a mais bem-sucedida temporada da história da franquia.
Os feitos de O'Neal em seu primeiro ano na NBA não pararam por aí: o pivô se tornou o primeiro novato a marcar 1 000 pontos e pegar 1 000 rebotes em uma temporada desde Buck Williams em 1982. Ao fim da temporada de 1992, O'Neal havia marcado 1 893 pontos, um novo recorde da franquia. Também foi o único jogador da temporada a ser ranqueado entre os primeiros colocados em quatro categorias: foi o segundo maior reboteiro (com apenas dez rebotes de diferença para o primeiro colocado, Dennis Rodman), o terceiro a distribuir mais tocos, o quarto em aproveitamento de arremessos de quadra e o oitavo em pontos marcados.

#### 1993–95: Dupla com Hardaway e finais de 1995
O Orlando Magic também recebeu a primeira escolha geral no draft de 1993. A franquia escolheu o cobiçado ala-pivô Chris Webber, mas trocaram os direitos de Webber pelo armador Penny Hardaway — "o complemento perfeito para Shaquille O'Neal" —, escolhido pelo Golden State Warriors na terceira posição.
Em sua segunda temporada na NBA, O'Neal melhorou o seu jogo ofensivo e apresentou médias de 29.4 pontos por jogo (o segundo melhor da temporada, atrás apenas de David Robinson, do San Antonio Spurs) e liderou a liga em aproveitamento de arremessos, com 59.9%. Apresentou outras marcas notáveis: foi o segundo maior reboteiro da temporada, com 1 072 rebotes (13.2 rebotes por jogo) e o quarto melhor em tocos, com 231 — o sexto em tocos por jogo, com 2.9. Foi naquela temporada que O'Neal registrou o primeiro triplo-duplo de sua carreira: em 20 de novembro de 1993, em partida contra o New Jersey Nets, Shaq marcou 24 pontos, pegou 28 rebotes e distribuiu 15 tocos.
Novamente, Shaq disputou o Jogo das Estrelas; ele também foi incluído no terceiro Melhor Time da NBA. A recém-formada dupla com Hardaway conduziu o Magic a uma série de 50—32, fazendo com que a franquia conseguisse, pela primeira vez em sua história, disputar os playoffs da NBA. Durante a fase, O'Neal teve médias de 20.3 pontos e 13.3 rebotes por jogo, mas o Magic foi "varrido" pelo Indiana Pacers e perdeu a série por 4—0.
Em sua terceira temporada na NBA, Shaq marcou um total de 2 315 pontos e, com uma média de 29.3 pontos por jogo, foi o cestinha da temporada. O'Neal foi o segundo mais votado para o prêmio de Jogador Mais Valioso da Temporada (MVP) e, pela terceira vez consecutiva, foi votado para o Jogo das Estrelas, além de ter sido incluído no segundo melhor time da liga. O'Neal e Hardaway formavam uma das principais duplas da NBA e os dois foram determinantes para o Magic terminar a temporada regular com uma série de 57—25, um recorde da franquia, que culminou com o inédito título da Divisão do Atlântico.
O Magic venceu a primeira série de playoff de sua história naquela temporada (3—1 sobre o Boston Celtics). Nas semifinais de conferência, o Magic venceu o Chicago Bulls por 4—2 (no retorno de Michael Jordan à NBA) e conquistou o título da Conferência Leste ao derrotar o Indiana Pacers de Reggie Miller por 4—3. O'Neal teve médias de 25.7 pontos em 57.7% de aproveitamento de arremessos de quadra, 11.9 rebotes e 1.9 toco por jogo durante os playoffs. O desempenho conduziu o Magic à primeira final da NBA em sua história, contra o Houston Rockets (campeão no ano anterior). Em sua primeira presença nas finais da NBA, O'Neal teve médias de 28 pontos em 59.5% de aproveitamento de arremessos de quadra, 12.5 rebotes e 6.3 assistências por jogo, mas o Magic foi "varrido" pelos Rockets e perdeu a série por 4—0.

#### 1996: Divergências e saída do Magic
Shaq perdeu 28 partidas da temporada de 1995–96 por conta de lesões. Com médias de 26.6 pontos e 11 rebotes por jogo, o pivô disputou o seu quarto Jogo das Estrelas consecutivo e foi novamente nomeado para o terceiro melhor quinteto da liga. Apesar de suas lesões, o Magic encerrou a temporada regular com uma série de 60—22, venceu a Divisão do Atlântico e terminou a temporada na segunda posição da Conferência Leste. Nos playoffs, Shaq teve médias de 25.8 pontos em 60.6% de aproveitamento de arremessos de quadra, 10 rebotes, 1.2 toco e 4.6 assistências por jogo. O Magic passou facilmente por Detroit Pistons (3—0) e Atlanta Hawks (4—1), mas não foi páreo para o Bulls de Michael Jordan, que "varreu" a série e venceu o Magic por 4—0.
Ao final da temporada, o contrato de O'Neal com o Orlando Magic se encerrou e, assim, ele se tornou agente livre — com isso, ele poderia assinar com qualquer outra franquia da liga, caso assim desejasse. Durante a temporada, O'Neal havia tido alguns problemas com o treinador Brian Hill. Em dada ocasião, O'Neal declarou que o time do Magic "simplesmente não respeitava [Hill]". O jornal local Orlando Sentinel publicou uma enquete perguntando a seus leitores se a direção da franquia deveria demitir Hill, caso isso ajudasse a manter O'Neal no Magic. 82% dos votantes responderam "não". A enquete ainda perguntava: "Shaq vale 115 milhões de dólares?", em referência ao valor do contrato oferecido pela franquia para que o pivô permanecesse. 91.3% das respostas, novamente, eram "não".
Outras questões que contribuíram para a saída de O'Neal do Magic envolviam Penny Hardaway, com quem, dentro das quadras, havia estabelecido uma boa relação. Em sua autobiografia, Shaq Uncut, O'Neal afirmou ter descoberto que Hardaway se considerava o líder da equipe e, por isso, não admitia que Shaq recebesse um salário superior ao seu, o que impedia a diretoria de revisar o seu contrato.

### Los Angeles Lakers
Olhando em retrospecto, foi talvez a maior contratação de um agente livre de todos os tempos. Em qualquer esporte. Nunca a decisão de um agente livre destruiu de forma tão definitiva uma potencial dinastia [Magic], ao mesmo tempo em que deu luz a outra [Lakers], e nem isso basta para descrever o impacto dessa transferência. No dia em que o Shaq foi para Los Angeles, todo o panorama da NBA foi alterado de uma forma que é sentida até os dias atuais.

Joel Corry, analista da CBS.
Em 18 julho de 1996, O'Neal assinou um contrato de sete anos com o Los Angeles Lakers, avaliado em 120 milhões de dólares. Para Jerry West, que à época era o diretor geral da franquia e foi o principal responsável pela contratação, a aquisição de Shaq pelos Lakers foi algo comparável ao nascimento de seus próprios filhos. O'Neal afirmou que não havia trocado o Magic pelos Lakers pela questão financeira (em sua primeira temporada com a nova franquia, ele receberia mais de 10 milhões de dólares). "Eu estou cansado de ouvir dinheiro, dinheiro, dinheiro, dinheiro, dinheiro. Eu só quero jogar basquete, beber Pepsi, vestir Reebok", declarou, em referência a algumas das marcas que o patrocinavam.

#### 1996–1999: Lesões e tropeços nosplayoffs
Em sua primeira temporada com os Lakers (1996–97), O'Neal, novamente, conviveu com uma lesão no joelho que o tirou de 31 jogos da liga. Teve médias de 26.2 pontos em 55.7% de aproveitamento em arremessos de quadra, 12.5 rebotes e 2.8 tocos por jogo e os Lakers venceram 56 partidas naquela temporada, seu melhor desempenho desde 1991. Apesar da lesão, durante os jogos em que O'Neal esteve em quadra, o Lakers venceu 38 jogos e perdeu somente 13. Novamente, Shaq foi incluído no terceiro melhor time da liga e disputou o seu quinto Jogo das Estrelas consecutivo.  O Lakers chegou aos playoffs e, na primeira rodada, venceu o Portland Trail Blazers por 3—1 (no primeiro jogo da série, Shaq marcou 46 pontos). Nas semifinais de conferência, porém, o time foi eliminado pelo Utah Jazz de Karl Malone e John Stockton por 4—1. Durante os playoffs, Shaq teve médias de 26.9 pontos em 51.4% de aproveitamento em arremessos de quadra, 10.6 rebotes, 1.9 toco e 3.2 assistências por jogo.
Na temporada seguinte, os Lakers chegaram a abrir uma série de 11—0. Porém, O'Neal sofreu uma lesão no abdome e desfalcou a equipe por 20 jogos, período no qual o Lakers fez uma série de 13—7; o time encerrou a temporada regular em 61—21. O'Neal teve médias de 28.3 pontos e 11.4 rebotes por jogo e liderou a liga em aproveitamento de arremessos de quadra, com 58.4%. O time conquistou a Divisão do Pacífico e, nos playoffs, não encontrou dificuldade para passar por Portland Trail Blazers (3—1) e Seattle SuperSonics (4—1). Nas finais da Conferência Oeste, porém, o Lakers caiu novamente diante do Utah Jazz, que "varreu" a série por 4—0. Nos playoffs, Shaq teve médias de 30.5 pontos em 61.2% de aproveitamento em arremessos de quadra, além de 10.2 rebotes e 2.8 tocos por jogo, o que lhe rendeu a sua primeira inclusão no time principal do Melhor Quinteto da NBA e nova inclusão no Jogo das Estrelas — a sexta em seis anos de carreira na liga.

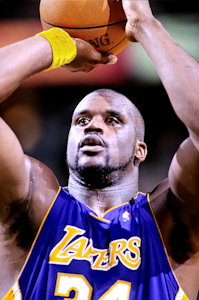
O'Neal em ação pelo Los Angeles Lakers contra o Boston Celtics, em 20 de dezembro de 1999. Ele marcou 34 pontos e pegou 20 rebotes na partida.

Sob a tutela de O'Neal e com o crescimento de Kobe Bryant, os Lakers entraram na temporada de 1998–99 como sérios candidatos ao título da NBA (o que não acontecia desde 1988). A franquia trouxe o ala-armador Glen Rice do Charlotte Hornets e o já veterano ala-pivô Dennis Rodman, cinco vezes campeão da NBA e que havia liderado a liga em rebotes por sete temporadas consecutivas. A temporada foi reduzida para 50 jogos por conta de um lockout e os Lakers tiveram uma série de 31—19 durante a temporada regular; O'Neal teve médias de 26.3 pontos em 57.6% de aproveitamento em arremessos de quadra, 10.7 rebotes, 1.7 toco e 2.3 assistências por jogo. Na primeira rodada dos playoffs, a franquia de Los Angeles venceu o Houston Rockets, que tinha jogadores como Hakeem Olajuwon (MVP em 1994 e eleito 2× Defensor do Ano), Charles Barkley (MVP em 1993) e Scottie Pippen (eleito 8× para o NBA All-Defensive Team), futuros integrantes do Hall da Fama do Basquete, por 3—1. No quarto jogo da série, O'Neal marcou 37 pontos sobre Olajuwon (seu nêmesis nas finais de 1995), considerado um dos maiores defensores da história da NBA. Nas semifinais de conferência, porém, o Lakers foi "varrido" por 4—0 pelo San Antonio Spurs. Durante os playoffs, O'Neal teve médias de 26.6 pontos em 51% de aproveitamento em arremessos de quadra, com 11.6 rebotes, 2.8 toco e 2.3 assistências por jogo.
Naquela temporada ocorreram os primeiros desentendimentos entre O'Neal e Bryant — a dupla viria a protagonizar, nos anos subsequentes, inúmeros episódios semelhantes. Com a chegada do técnico Kurt Rambis, Bryant ganhou mais espaço e se tornou a peça central do jogo ofensivo do Lakers. Em sua biografia, Shaq Uncut, O'Neal relembrou a ascensão de Bryant: "Kobe estava começando a se sentir confortável na liga. Começou a fazer muita coisa e a tirar todo mundo de seu ritmo. Eu disse a ele, 'Ei, você tem que jogar coletivamente', e ele sempre tinha uma resposta. Qualquer coisa que você dissesse ou sugerisse a ele, ele sempre tinha uma resposta. Eu acho que ele nunca disse, 'É, claro, obrigado. Esta é uma boa ideia.' Rambis havia tornado Kobe o menino de ouro, então todos tinham medo de questioná-lo. Eu não tinha medo de ninguém. Eu diria o que estivesse na minha mente, quer as pessoas gostassem ou não."

#### 2000–2002: MVP, 3× títulos, 3× MVP das Finais
Em 1999, o Los Angeles Lakers demitiu Kurt Rambis do cargo de treinador da equipe. O escolhido para substitui-lo foi Phil Jackson, que havia conquistado seis títulos da liga com o Chicago Bulls. Imediatamente, o novo técnico do Lakers foi conversar com O'Neal. Nas palavras de Jackson: "Quando eu assumi, eu disse a Shaq em nosso primeiro encontro que o troféu de MVP deveria ser nomeado em sua homenagem quando ele se aposentasse." Em sua biografia, Shaq Uncut, O'Neal relembrou o seu primeiro encontro com o treinador, afirmando: "Logo após a conferência de imprensa eles me disseram, 'Ele [Jackson] quer conhecê-lo'. Phil não brincou. Ele me disse que esperava grandes coisas de mim. Ele me disse que não havia absolutamente nenhuma razão pela qual eu não deveria ser o MVP da liga. [...] Eu lhe disse que ele tinha a minha palavra. Por um lado, o seu currículo falava por si só. Por outro, eu estava ficando velho e queria vencer. Eu estava cansado das pessoas falarem que eu não era um líder."

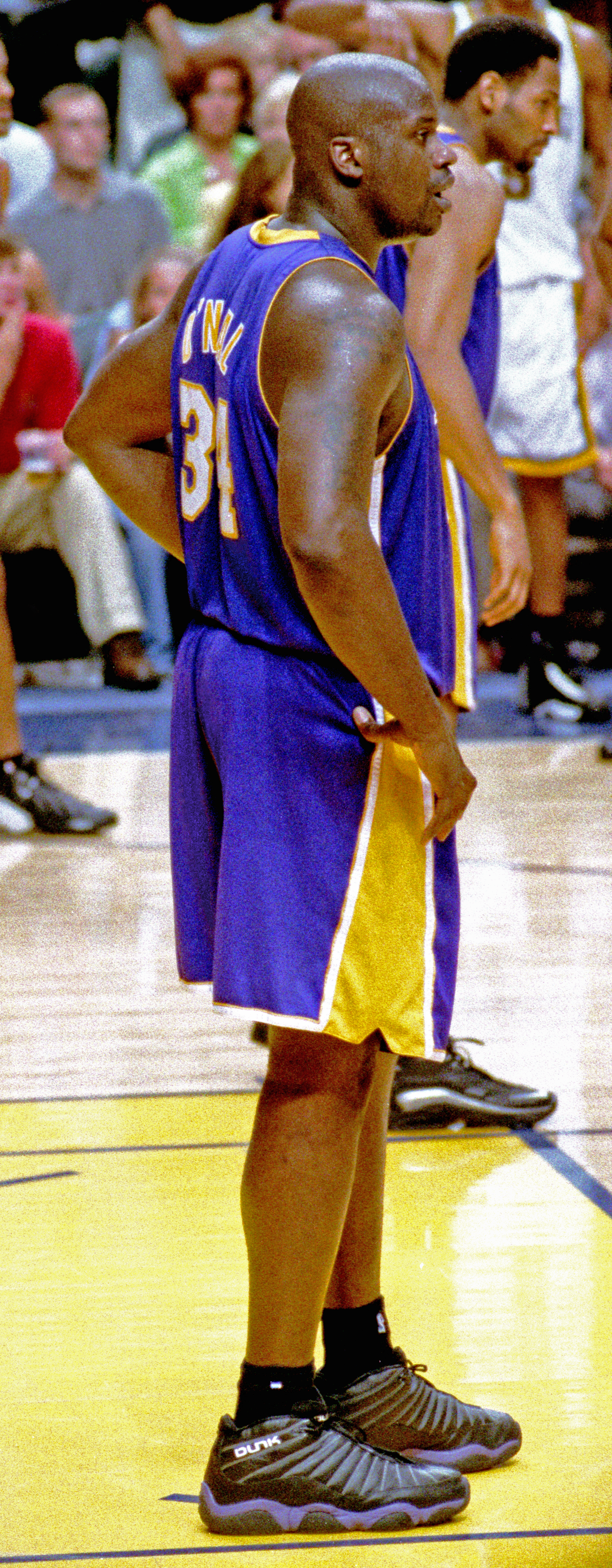
O'Neal em 16 de junho de 2000, no quinto jogo das finais da NBA daquele ano, contra o Indiana Pacers. Ele marcou 35 pontos e pegou 11 rebotes.

A chegada de Phil Jackson a Los Angeles mudou a sorte do Lakers — e de O'Neal. Na temporada de 1999–2000, ele teve médias de 29.7 pontos em 57.4% de aproveitamento em arremessos de quadra, além de 13.6 rebotes e 3.0 tocos por jogo. Pelo seu desempenho, O'Neal foi escolhido por 120 entre 121 votantes como o jogador mais valioso da liga. Ele conduziu o Lakers a uma série de 67—15 e ao título da Divisão do Pacífico. Foi o cestinha da temporada com 2 334 pontos marcados — mais de 200 a mais que Vince Carter, do Toronto Raptors, que marcou 2 107 pontos e foi o segundo maior pontuador. Foi nomeado para o Melhor Quinteto da NBA, para o segundo Melhor Quinteto Defensivo e foi eleito o Jogador Mais Valioso do Jogo das Estrelas.
Nos playoffs, o Lakers venceu o Sacramento Kings (3—2), o Phoenix Suns (4—1) e conquistou o título da Conferência Oeste sobre o Portland Trail Blazers (4—3). O'Neal teve as melhores médias de playoffs de toda a sua carreira: foram 30.7 pontos em 56.6% de aproveitamento em arremessos de quadra, além de 15.4 rebotes e 2.4 tocos por jogo. O Lakers venceu o Indiana Pacers por 4—2 nas finais e conquistou o título da NBA, o primeiro desde 1988. O'Neal marcou mais de 30 pontos em todos os seis jogos da série final; nos jogos 1, 2 e 6, marcou 43, 40 e 41 pontos, respectivamente. O seu desempenho na série decisiva lhe rendeu o prêmio de Jogador Mais Valioso das Finais. Reggie Miller, principal jogador dos Pacers, reconheceu a superioridade dos Lakers e atribuiu o sucesso do time ao desempenho de O'Neal: "Eu acho que muito disso tem a ver com Phil Jackson chegando e dando confiança a Shaq e aos demais. Eu sei que Phil disse a todos, de primeira, que este era o time do Shaq e que a bola tinha de passar pelo Shaq."
Na temporada de 2000–01, O'Neal teve médias de 28.7 pontos em 57.2% de aproveitamento em arremessos de quadra, 12.7 rebotes. 2.8 tocos e 3.7 assistências por jogo durante a temporada regular. Das 74 partidas disputadas por O'Neal na temporada, ele fez duplos-duplos em 60 delas. O'Neal liderou a liga em aproveitamento de arremessos de quadra (57.2%) e foi o terceiro maior pontuador, com 2 125 pontos marcados. Foi novamente incluído no Melhor Quinteto da NBA e no segundo Melhor Quinteto Defensivo. O Lakers fez uma série de 56—26 e, novamente, conquistou a Divisão do Pacífico.

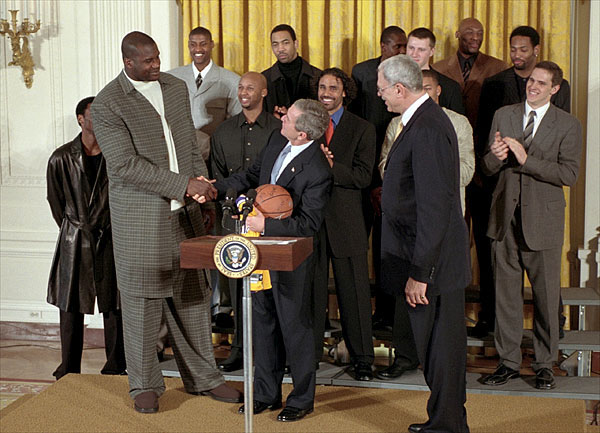
Na Casa Branca com o time dos Los Angeles Lakers, Shaq cumprimenta George W. Bush, então presidente dos Estados Unidos, após a franquia conquistar o título da NBA de 2001.

O Lakers foi avassalador nos playoffs: "varreu" Blazers (3—0), Kings (4—0) e, nas finais de conferência, o Spurs (4—0), para chegar à segunda final consecutiva. Durante os playoffs, O'Neal aumentou consideravelmente o seu desempenho, com médias de 30.4 pontos em 55.5% de aproveitamento em arremessos de quadra, 15.4 rebotes, 2.8 tocos e 3.2 assistências por jogo. O Lakers venceu o Philadelphia 76ers do então MVP Allen Iverson (4—1) e conquistou o título pelo segundo ano consecutivo. As finais marcaram o duelo direto entre O'Neal e Dikembe Mutombo, eleito 4× Melhor Defensor do Ano; O'Neal teve médias de 30 pontos, 15.8 rebotes e 3.4 tocos na série decisiva, que lhe renderam o seu segundo prêmio consecutivo de MVP das Finais. "Eu nunca vi um jogador melhor na minha vida", disse Larry Brown, técnico dos Sixers, sobre o desempenho de O'Neal nas finais. Phil Jackson enalteceu o jogo defensivo de seu pivô: "Foi o motivador e energizador do nosso time. Sua defesa foi uma das chaves para a nossa vitória." Bill Bertka, assistente técnico de Phil Jackson, afirmou que "Shaq é o maior, mais forte e mais rápido pivô de todos os tempos. Ele tem dons realmente especiais de agilidade e rapidez que homens do seu tamanho geralmente não têm."
Um mês antes do início dos treinamentos para a temporada de 2001–02, Shaq foi submetido a uma cirurgia para corrigir uma deformação em um dos dedos de seu pé, mas mesmo após a cirurgia, o problema continuava o incomodando. Apesar disso, teve médias de 27.2 pontos em 57.9% de aproveitamento em arremessos de quadra, 10.7 rebotes, dois tocos e três assistências por jogo durante a temporada regular. Novamente liderou a liga em aproveitamento de arremessos de quadra e foi o segundo em pontos por jogo, atrás apenas de Allen Iverson. Durante os playoffs, evoluiu suas médias para 28.5 pontos em 52,9% de aproveitamento, 12.6 rebotes, 2.5 tocos e 2.8 assistências. O Lakers varreu o Blazers (3—0), venceu o Spurs nas semifinais de conferência (4—1) e foi campeão da conferência sobre o Kings (4—3), com Shaq marcando 41 pontos e pegando 17 rebotes no jogo 6 da série. Nas finais, o Lakers varreu a série contra o New Jersey Nets (4—0) e conquistou o seu terceiro título consecutivo. Também pelo terceiro ano consecutivo O'Neal foi eleito o MVP das Finais, com médias de 36.3 pontos, 12.3 rebotes, 2.5 tocos e 3.8 assistências por jogo. Foi a segunda vez na história que um jogador conquistava o prêmio três vezes seguidas — o primeiro havia sido Michael Jordan, entre 1991 e 1993. "É um monstro", declarou Byron Scott, treinador do Nets. "Atualmente, ele é o melhor, não há ninguém melhor que ele. Sem ele, nós provavelmente estaríamos assistindo a isso em casa. Eu sei que teríamos. Shaq foi como um homem grande brincando com criancinhas, ele foi tão dominante", disse Robert Horry, seu companheiro de equipe.

#### 2002–2004: Divergências com Bryant e saída dos Lakers
O'Neal foi diagnosticado com uma espécie de artrite em um dos dedos de seu pé e foi submetido a uma nova cirurgia, que fez com que perdesse os primeiros 12 jogos da temporada de 2002–03 se recuperando. Apesar de ter diagnosticado o problema durante suas férias, ele aguardou até o início dos treinamentos preparatórios para a temporada para operar. Sua justificava foi: "Eu me machuquei durante meu tempo de serviço, então eu vou me recuperar durante o meu tempo de serviço." O Lakers não apresentou um bom rendimento e, nos primeiros 30 jogos da temporada, fez uma série de 11—19. O'Neal teve médias de 27.5 pontos em 57.4% de aproveitamento, 11.1 rebotes, 2.4 tocos e 3.1 assistências durante a temporada regular e foi incluído no Melhor Quinteto da NBA e no segundo melhor Quinteto Defensivo da liga. Apesar do rendimento mediano, o Lakers chegou aos playoffs, e venceu o Minnesota Timberwolves na primeira rodada (4—2), mas caiu nas semifinais de conferência para o San Antonio Spurs (4—2). O'Neal teve médias de 27 pontos em 53.5% de aproveitamento, 14.8 rebotes, 2.8 tocos e 3.7 assistências durante os playoffs.
Para a temporada de 2003–04, o Lakers trouxe os agentes livres Karl Malone e Gary Payton, que haviam feito história em suas franquias anteriores (Utah Jazz e Seattle SuperSonics, respectivamente), mas que não tinham conseguido conquistar um título da NBA. No início da temporada, O'Neal pediu uma extensão contratual e um aumento de salário, mas o Lakers não estava disposto a ceder às suas exigências por conta de sua idade (32 anos) e de sua condição física, que já não era a mesma. Além disso, a tensão entre O'Neal e Bryant era crescente. Durante a preparação para a temporada, Kobe concedeu entrevista à ESPN onde rasgou críticas ao seu companheiro. Ao ser questionado sobre as declarações de O'Neal de que os Lakers eram o "seu" time, Kobe disse: "[Então] é hora de ele agir como um. Isso significa não chegar mais aos treinamentos fora de forma, quando seu time se apoia na sua liderança dentro e fora da quadra. Também significa não culpar os outros pelo fracasso do nosso time, ou culpando membros da comissão técnica por não dramatizarem suas lesões para que você não receba críticas pela sua falta de condicionamento [físico]."
O'Neal apresentou médias de 21.5 pontos em 58.4% de arremessos de quadra, 11.5 rebotes, 2.5 tocos e 2.9 assistências na temporada regular. Novamente, o pivô liderou a liga em aproveitamento de arremessos e foi incluído no Melhor Quinteto, além de ter sido eleito MVP do Jogo das Estrelas, com 24 pontos e 11 rebotes, mesmo saindo do banco de reservas. Nos playoffs, o Lakers venceu Rockets (4—1), Spurs (4—2) e Timberwolves (4—2); O'Neal teve médias de 21.5 pontos em 59.3% de arremessos, com 13.2 rebotes, 2.5 assistências e 2.7 tocos por jogo. O pivô distribuiu 61 tocos durante os playoffs, sua melhor marca na carreira.
Nas finais, porém, o Lakers perdeu para o Detroit Pistons por 4—1, e O'Neal recebeu muitas críticas. Tex Winter, técnico-assistente do Lakers, declarou que "Shaq se derrotou contra o Detroit. Ele jogou muito passivamente. [...] Ele está sempre interessado em marcar pontos, mas ele não esteve nem próximo de se concentrar na defesa e nos rebotes." O'Neal também se mostrou irritado com declarações de Jerry Buss, dono do Lakers, sobre seu futuro em Los Angeles. A saída de Phil Jackson do comando da equipe foi a gota d'água para O'Neal: ele declarou que Buss estava tomando medidas para agradar a Kobe e exigiu ser trocado.

### Miami Heat

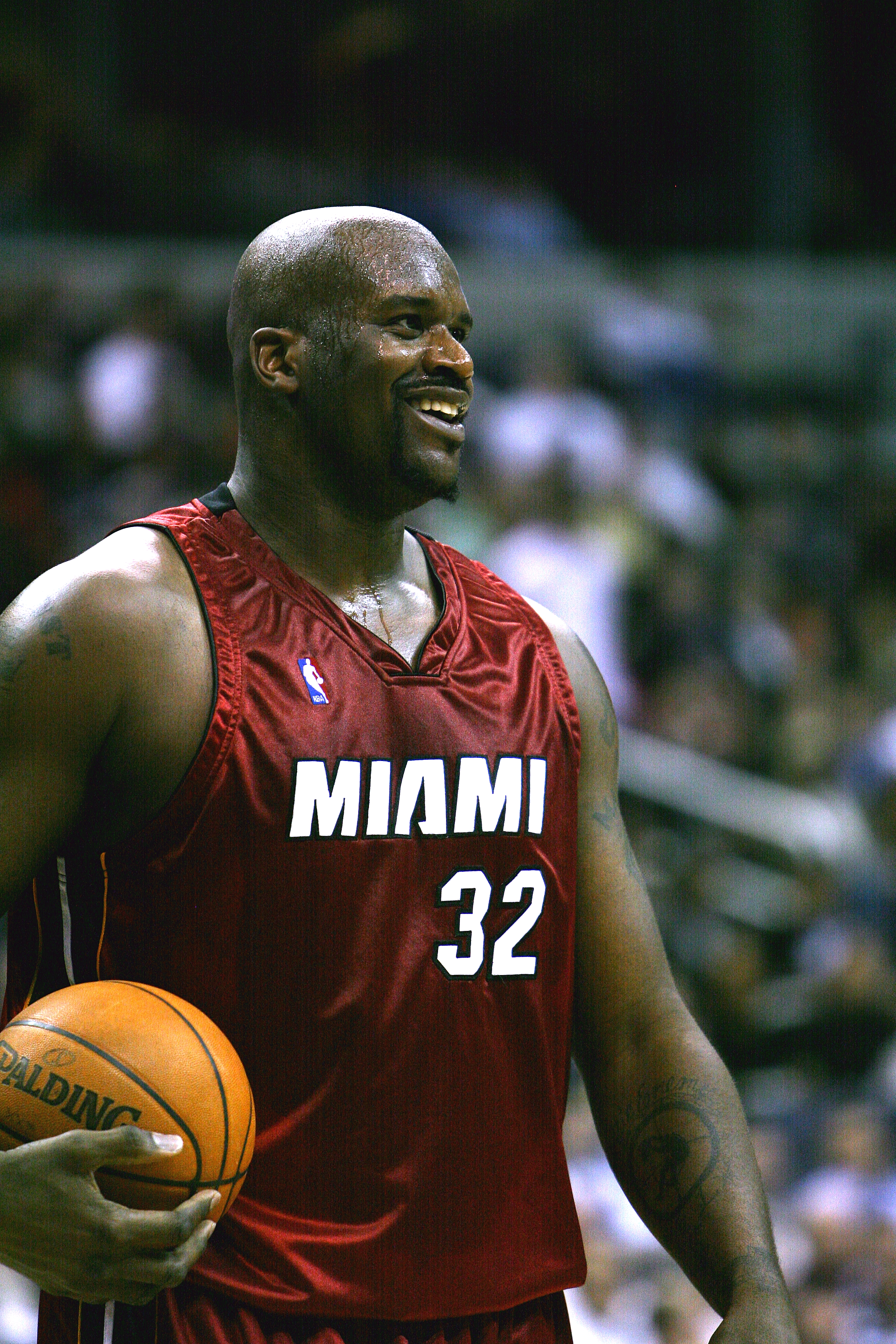
O'Neal jogou pelo Miami Heat de 2004 a 2008 e foi campeão em 2006. Foi o primeiro título da história do Miami Heat.

Em 14 de julho de 2004, O'Neal, aos 32 anos, foi trocado para o Miami Heat por Caron Butler, Lamar Odom, Brian Grant e uma futura primeira escolha do draft. Para Pat Riley, presidente do Heat, a franquia estava adquirindo o melhor jogador da liga: "Hoje o Miami Heat deu um gigantesco passo à frente em nossa contínua busca por um título da NBA. Nós sentimos que adquirimos o melhor jogador da NBA." A mera chegada de O'Neal ao Heat transformou a franquia, que só havia vencido uma série de playoff em toda a sua história, em um time capaz de conquistar o título. O impacto da aquisição do pivô foi além das quadras: as vendas de ingressos para jogos do Heat aumentaram imediatamente e, na avaliação dos próprios jogadores da NBA, mais jogadores iriam querer defender as cores da franquia. "Todos querem estar aqui agora", declarou Eddie Jones, ala-armador do time e que já havia jogado com Shaq nos Lakers, de 1996 a 1998. Para o armador Rasual Butler, a cidade de Miami por si só estava "excitada" com a chegada de O'Neal ao Heat.
O'Neal afirmou que um dos principais motivos pelo qual ele se juntou ao Miami Heat foi o ala-armador Dwyane Wade: "Eu já havia ganhado três campeonatos e estava querendo ganhar mais três. Eu estava pensando em me transferir e eu vi Vince Carter, pensando se ele seria um cara com o qual [eu] poderia funcionar, mas ele estava jogando em Toronto [com os Raptors] e eu não queria ir para lá. Então eu estava vendo DWade na televisão um dia e eu disse, 'Esse garoto pode ser especial. Ele precisa apenas de um alguém que lhe dê algum espaço.' Então foi o que eu fiz — eu lhe dei espaço na quadra para operar, para fazer as suas coisas."

#### 2004–2005: Quase MVP
Em sua primeira temporada com o Miami Heat, O'Neal teve uma evolução considerável em relação à temporada anterior, com médias de 22.9 pontos em 60.1% de aproveitamento em arremessos, 10.4 rebotes, 2.3 tocos e 2.7 assistências por jogo. Ele liderou a liga em aproveitamento de arremessos e foi incluído no Melhor Quinteto, além de ter realizado a sua 15ª aparição no Jogo das Estrelas. O'Neal foi o segundo colocado na votação para MVP; ele perdeu a disputa para Steve Nash, do Phoenix Suns, por apenas 34 pontos, uma das menores diferenças na história da liga. Com uma série de 59—23, o Heat conquistou a Divisão Sudeste e, nos playoffs, varreu o Nets e o Washington Wizards por 4—0; nas finais de conferência, porém, a franquia perdeu para o Detroit Pistons (4—3). O'Neal teve participação discreta nos playoffs, com 19.4 pontos em 55.8% de aproveitamento de arremessos, 7.8 rebotes, 1.4 toco e 1.9 assistências.
Antes e durante aquela temporada, o elenco do Miami Heat foi submetido a um intenso processo de preparação física, organizado pelo presidente da franquia, Pat Riley, com o intuito de reduzir os percentuais de gordura corporal de seus jogadores a níveis específicos. Os pivôs deveriam mantê-los em 10%, número muito inferior aos 18% apresentados por O'Neal à época. Em sua biografia, Shaq Uncut, ele comentou: "Não fazia sentido algum para mim. Eu vinha cuidando do meu corpo por doze temporadas da NBA e havia conquistado três campeonatos, e eu nunca tinha visto ninguém de Miami chegar nem perto. Eles podiam estar em melhor forma, mas eu nunca vi nenhum deles por perto quando nós estávamos recebendo anéis [de campeão]."
O'Neal se apresentou ao Heat com 16% de gordura corporal, valor que foi definido como aceitável por Riley e, em meados da temporada, chegou a 13%. Para O'Neal, os intensos treinamentos físicos de Riley contribuíram para que ele se tornasse mais suscetível a lesões. "Minha gordura está indo embora, [...] mas eu comecei a ter essas pequenas lesões. Eu também estou cansado pra caramba. Eu estou treinando pra cacete e o meu corpo está reclamando. Escandalosamente." De fato, durante a temporada de 2005–06, Shaq sofreu uma lesão no joelho, ainda na segunda partida da época, que o tirou dos 18 jogos subsequentes.

#### 2006–2008: 4º título e divergências com Pat Riley
Em agosto de 2005, ele assinou uma renovação de contrato com o Heat por mais cinco temporadas, com salário de 100 milhões de dólares. O pivô afirmou que havia aceitado reduzir o seu salário por conta de um pedido de Antoine Walker, que assinou com o Heat à época de sua renovação. "'Toine me ligou antes de eu negociar e me perguntou se eu estaria disposto a sofrer um corte no salário para que eles [gerentes do Miami] o encaixassem sob o teto salarial. Ele disse que realmente queria jogar comigo", explicou O'Neal.
Quando O'Neal estava perto de retornar às quadras após a lesão no joelho, o técnico do Heat, Stan Van Gundy, pediu demissão, alegando questões familiares; O'Neal, porém, foi citado como um dos prováveis responsáveis pela queda do treinador. "Eles [imprensa] disseram que eu não jogaria por ele e que esperaria até ele ir embora para voltar a jogar. Eu posso dizer que não havia uma onça de verdade nisso. Você está maluco? Realmente acha que eu preferiria ser treinado pelo Pat Riley?" O'Neal afirmou que Van Gundy fora demitido porque Riley queria tomar todo o controle do time.
O'Neal disputou 59 jogos naquela temporada, com médias de 20 pontos em 60% de aproveitamento de arremessos, 9.2 rebotes, 1.8 tocos e 1.9 assistências. Foi a primeira vez em sua carreira que o pivô teve médias de rebotes inferiores a dez por jogo. Posteriormente, ele viria a declarar que "Estatísticas não importam. Eu me importo em vencer, não com estatísticas. Se eu marcar zero pontos e nós vencermos, eu estou feliz. Se eu marcar 50, 60 pontos, quebrar os recordes, e nós perdemos, eu fico irritado. Porque eu sei que eu fiz algo errado." Por outro lado, ele liderou a liga em aproveitamento de arremessos e o Heat foi novamente campeão da Divisão Sudeste.

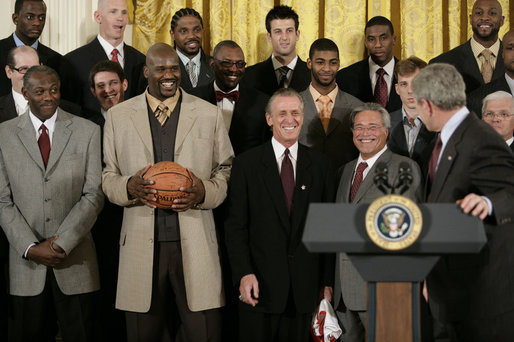
A cena se repete, agora com o Miami Heat: Shaq com a bola da final da NBA de 2006, na Casa Branca.

Durante os playoffs, Shaq teve médias de 18.4 pontos em 61.2% de aproveitamento de arremessos, 9.8 rebotes, 1.4 toco e 1.7 assistência por jogo. O Heat passou por Bulls (4—2), Nets (4—1) e conquistou o título da conferência ao vencer o Pistons por 4—2. "Nenhum desses times nos deu algum medo", ele declarou posteriormente. Nas finais, porém, o Heat teve dificuldades contra o Dallas Mavericks, que chegou abrir 2—0 na série. O Heat, porém, venceu os quatro jogos seguintes e conquistou o primeiro título da NBA de sua história. O'Neal, agora tetracampeão da liga, revelou que um fator determinante para a virada da franquia de Miami foram as notícias de que, após as duas vitórias no início da série, Mark Cuban, dono do Mavericks, já estava planejando a realização de um desfile para comemorar o título.
O'Neal disputou somente 40 jogos da temporada de 2006–07, tendo perdido 35 jogos por conta de uma nova cirurgia no joelho. Em seu retorno, o Heat perdeu Dwyane Wade, que sofreu uma lesão no ombro, e surgiram questionamentos se O'Neal, agora a peça central do time, poderia levar a equipe aos playoffs. Com médias de 17.3 pontos em 59.1% de aproveitamento de arremessos, 7.4 rebotes, 1.4 toco e duas assistências por jogo, ele conduziu o Heat ao topo da divisão, mas o time acabou sendo "varrido" pelo Bulls na primeira série dos playoffs.  A temporada marcou alguns momentos negativos para O'Neal: pela primeira vez em sua carreira, ele teve médias de pontos inferiores a 20 — e ele não teria mais nenhuma outra temporada subsequente com números superiores. Também foi a primeira vez em 13 anos que o pivô não avançou para a segunda rodada dos playoffs.
No início da temporada de 2007–08, O'Neal apresentou uma queda em sua participação ofensiva na equipe do Miami Heat: foram apenas dez arremessos tentados por jogo, com médias de 14.2 pontos por jogo em 59.3% de aproveitamento em arremessos e 7.8 rebotes, 1.4 toco e 1.5 assistência por jogo. Novas lesões prejudicaram o atleta e sua relação com os membros do Heat se deteriorou: Pat Riley afirmou que O'Neal estava fingindo lesão e, após uma áspera discussão entre ambos, Riley decidiu trocá-lo.

### Phoenix Suns

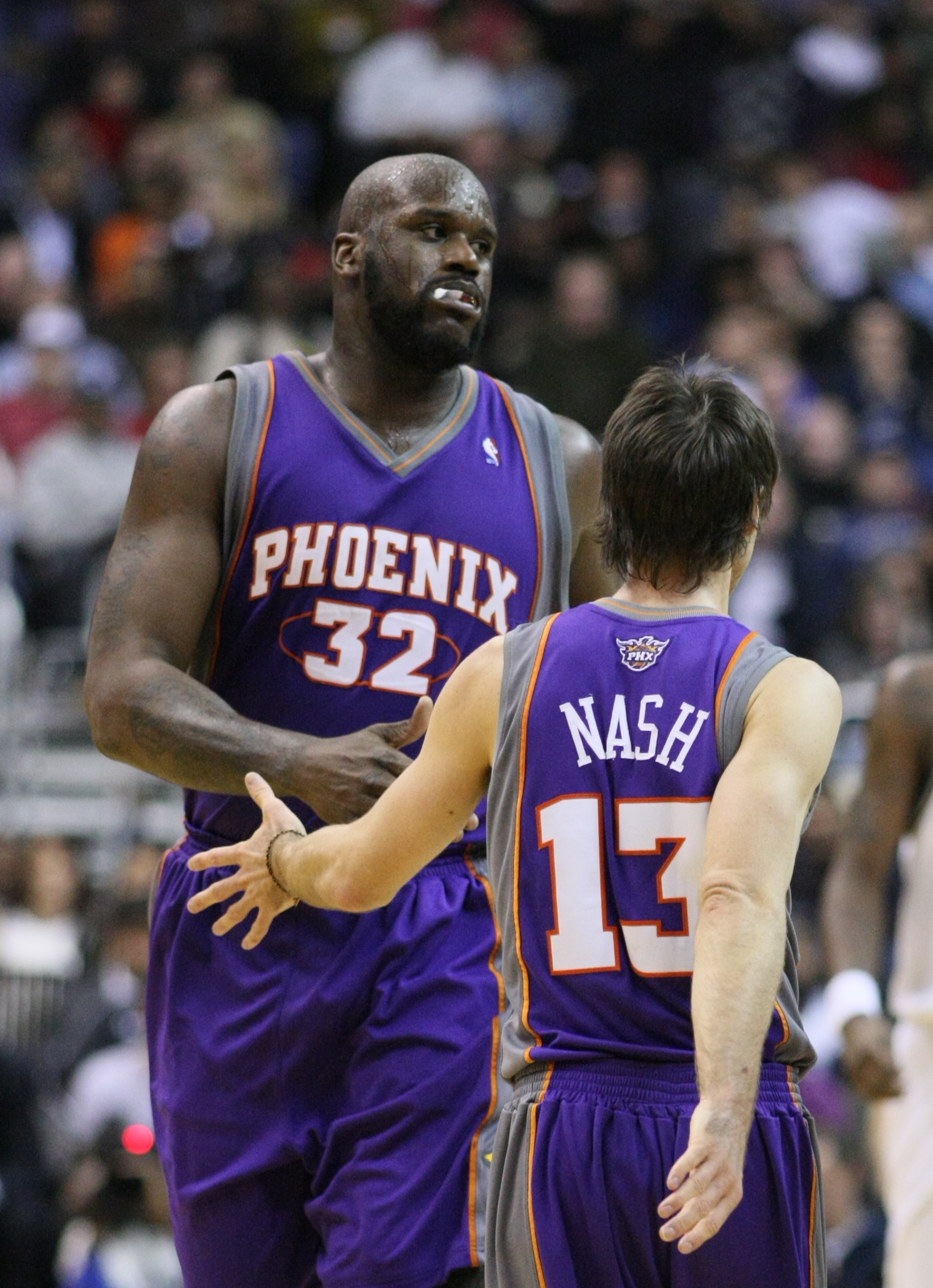
No Phoenix Suns, O'Neal atuou ao lado do armador Steve Nash, mas a relação dos dois não era das melhores: um ano após a chegada de O'Neal, Nash pediu pessoalmente que o pivô fosse trocado para outro time.

Em fevereiro de 2008, O'Neal foi trocado para o Phoenix Suns por Shawn Marion e Marcus Banks. Imediatamente, surgiram questionamentos sobre a adaptação do pivô ao jogo de velocidade do Suns, comandado pelo armador Steve Nash. O'Neal estreou pela franquia em 20 de fevereiro de 2008, contra o Los Angeles Lakers, com 15 pontos e nove rebotes; no entanto, os Lakers venceram por 130 a 124. "Eu vou assumir a culpa por esta derrota porque eu não estava sintonizado com os caras [...] Mas me dê quatro ou cinco dias para realmente me sintonizar que eu vou conseguir", declarou. O'Neal disputou 28 jogos da temporada regular pelo Suns, com médias de 12.9 pontos em 61.% de aproveitamento de arremessos, 10.6 rebotes, 1.2 toco e 1.7 assistência por jogo. Com uma série de 55—27, a franquia chegou aos playoffs, mas caiu ainda na primeira rodada para os Spurs (4—1); O'Neal teve médias de 15.2 pontos em 44% de aproveitamento de arremessos (sua pior marca na carreira) e 9.2 rebotes.
Na temporada de 2008–09, O'Neal apresentou suas melhores médias desde 2007, com 17.8 pontos em 60.9% de aproveitamento de arremessos (porcentagem mais alta de sua carreira), 8.4 rebotes, 1.4 toco e 1.7 assistência por jogo. Aos 36 anos, voltou a figurar entre os líderes de estatísticas ao liderar a liga em porcentagem de aproveitamento de arremessos e também retornou ao Melhor Quinteto, incluído no terceiro time, e ao Jogo das Estrelas, do qual foi eleito MVP juntamente com Kobe Bryant. Naquela temporada O'Neal teve momentos que lembraram os "velhos tempos", incluindo uma partida de 45 pontos e 11 rebotes contra o Toronto Raptors, em 27 de fevereiro de 2009.
O'Neal conduziu o Suns a uma série de 46—36; a equipe, porém, não conseguiu a classificação para os playoffs — foi a primeira vez, desde a sua primeira temporada na NBA, que O'Neal não disputou os playoffs. Em sua biografia, Shaq Uncut, ele afirmou que os membros da equipe técnica do Phoenix Suns "salvaram minha carreira e me ajudaram a entender o meu corpo, e eu sempre serei grato a eles por isso." Ao término da temporada, O'Neal foi informado pela diretoria da franquia que eles planejavam trocá-lo para realizar um corte nas despesas; no entanto, a troca foi solicitada pessoalmente por Steve Nash, sob o risco de o próprio Nash não renovar seu contrato com o Suns.

### Cleveland Cavaliers
Em 25 de junho de 2009, O'Neal foi trocado para o Cleveland Cavaliers por Sasha Pavlović, Ben Wallace, 500 mil dólares e uma escolha de segunda rodada do draft. Em sua chegada a Cleveland, afirmou que seu objetivo na franquia era "ganhar um anel para o Rei", referindo-se a LeBron James (apelidado de "King James").
A temporada de 2009–10 foi a que O'Neal apresentou suas menores médias, em praticamente todos os aspectos. Foi a que disputou menos minutos por jogo (23.4); teve médias de 12 pontos em 56.6% de aproveitamento, com 6.7 rebotes, 1.2 toco e 1.5 assistências por jogo. Foram 53 partidas durante a temporada regular, número diminuído por conta de uma lesão no dedão direito. Ele retornou a tempo para os playoffs: o Cavaliers venceu o Bulls por 4—1 na primeira série, mas caiu nas semifinais de conferência para o Boston Celtics (4—2). O'Neal teve médias de 11.5 pontos em 51.6% de aproveitamento de arremessos e 5.5 rebotes por jogo durante os playoffs, e marcou 17 e 21 pontos nos jogos 4 e 5 da série contra os Celtics.

### Boston Celtics

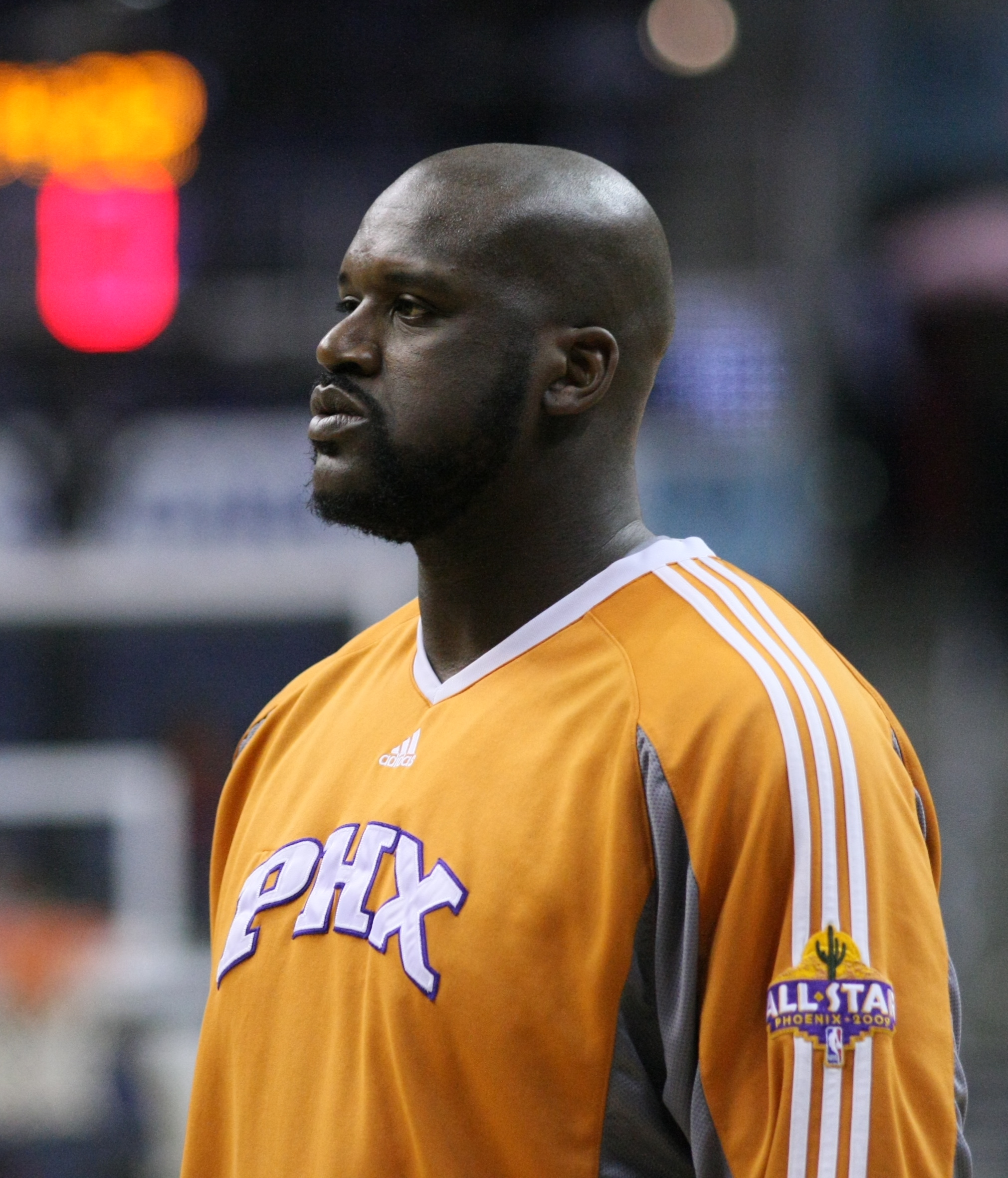
O'Neal aos 38 anos, em 20 de outubro de 2010, quando o Boston Celtics enfrentou o Miami Heat, no TD Garden. Esta foi a primeira partida do pivô como membro dos Celtics.

O'Neal tornou-se um agente livre ao término da temporada. Após ouvir declarações de Kobe Bryant de que ele tinha mais anéis de campeão do que Shaq, Wycliffe Grousbeck, presidente do Boston Celtics, vislumbrou a oportunidade de assinar com o pivô, buscando intensificar ainda mais a rivalidade entre Lakers e Celtics — e, também, entre Shaq e Kobe. Em 4 de agosto de 2010, a franquia de Boston anunciou que havia assinado com O'Neal. "Não é todo dia que você pode adicionar um jogador do calibre de Shaquile ao seu time. Sua experiência passada fala por si e nós acreditamos que ele é um encaixe perfeito para o nosso elenco", declarou Danny Ainge, diretor geral do Celtics. Shaq, 38 anos, assinou um contrato de dois anos com os Celtics, pelo valor mínimo de veteranos, de 1,3 milhões de dólares; o técnico da equipe, Doc Rivers, quis se assegurar de que O'Neal não provocaria problemas dentro do vestiário, por conta de um incidente com Mo Williams, na época em que defendia o Cavaliers.
O Lakers havia sido campeão na temporada anterior. Ao ser perguntado sobre o que o seu quinto título da NBA significava para sua carreira, Kobe declarou que era "um a mais que Shaq"; Shaq rebateu e declarou que não estava competindo com "alas baixinhos". Também revelou que possuía laços com o Big Three dos Celtics: O'Neal detinha uma amizade de longa data com Kevin Garnett, havia sido o responsável por batizar Paul Pierce de "The Truth" ("A Verdade") e sua mãe era amiga da mãe de Ray Allen. Além disso, o jogo coletivo empregado pela franquia seduziu O'Neal. Teve uma conversa pessoal com Doc Rivers, na qual o técnico dos Celtics afirmou que ele não seria titular e que não teria um "tratamento de superestrela"; apesar de O'Neal desejar a titularidade, ele optou por manter o seu desejo para si.
Aos 39 anos, O'Neal apresentou-se ao Celtics em boas condições físicas: "Quando eu apareci nos treinamentos, eu posso lhe dizer que eles estavam impressionados. A comissão técnica me olhou e me deu dois polegares." Entretanto, as expectativas geradas sobre O'Neal não corresponderam, pois ele sofreu com inúmeras lesões durante a temporada. O'Neal disputou apenas 36 partidas na temporada de 2010–11. Pela primeira vez em sua carreira, teve médias de pontos abaixo de dez por jogo: foram 9.2 pontos em 66.7% de aproveitamento de arremessos (9.6 arremessos tentados por jogo). Além dessa marca, teve médias de 8.5 rebotes, dois tocos e 1.2 assistência por jogo. Apesar de os Celtics terem avançado até as semifinais de conferência nos playoffs, O'Neal disputou somente duas partidas na fase final, ambas contra o Miami Heat. Esteve em quadra por pouco menos de 12 minutos e marcou somente dois pontos.

### Aposentadoria
Através das redes sociais, O'Neal anunciou a sua aposentadoria do basquete no dia 1 de junho de 2011. No Twitter, ele publicou um vídeo no qual dizia, "Nós conseguimos. Dezenove anos, baby. Eu queria agradecê-los. É por isso que estou contando a vocês primeiro. Eu estou prestes a me aposentar. Amo vocês. Nos falamos em breve." Dois dias depois, O'Neal concedeu uma entrevista coletiva em sua casa, em Orlando, para anunciar a sua aposentadoria de forma oficial.

## Seleção Nacional
Quando estava na Universidade do Estado da Luisiana, O'Neal foi considerado para ocupar a vaga universitária na Seleção Estadunidense; o escolhido, porém, foi Christian Laettner (com quem viria a atuar no Miami Heat, anos mais tarde). Sua carreira internacional foi iniciada em 1994, aos 22 anos, quando o pivô foi convocado para o Campeonato Mundial daquele ano. Apesar de estar somente no seu segundo ano na NBA, O'Neal foi o pivô titular dos Estados Unidos na competição. Com médias de 18 pontos em 71.3% de aproveitamento de arremessos e 8.5 rebotes por jogo, Shaq conduziu a seleção estadunidense a uma série de 8—0, que culminou com o título do campeonato. Além da medalha de ouro, O'Neal também foi eleito o MVP do torneio.
Em 1996, ano em que viria a assinar com o Los Angeles Lakers, Shaq, aos 24 anos, foi convocado para os Jogos Olímpicos de Verão. Frente à concorrência de Hakeem Olajuwon e David Robinson, o pivô assumiu um papel secundário e iniciou apenas três partidas como titular. Apresentou médias de 9.2 pontos e 5.2 rebotes durante a disputa do basquetebol masculino. Os Estados Unidos venceram todos os oito jogos e conquistaram a medalha de ouro.
Anos mais tarde, em sua biografia Shaq Uncut, o pivô viria a revelar seu desapontamento para com o técnico Lenny Wilkens por não ter o colocado em quadra no jogo final. Shaq havia feito planos de ter uma grande exibição durante a partida final para orgulhar o seu pai. Wilkens, porém, optou por David Robinson para o jogo decisivo.
Aquela foi a última exibição de Shaquille O'Neal com a camisa da Seleção Estadunidense. Em 1999, o pivô ficou revoltado por ter sido desconsiderado para a Copa América daquele ano, afirmando tratar-se de uma "falta de respeito". Considerado para os Jogos Olímpicos de Verão de 2000, O'Neal rejeitou a convocação, afirmando que "duas medalhas de ouro eram suficientes". Também viria a rejeitar convocações para o Campeonato Mundial de 2002 e para os Jogos Olímpicos de 2004 e 2008.

## Estilo de jogo

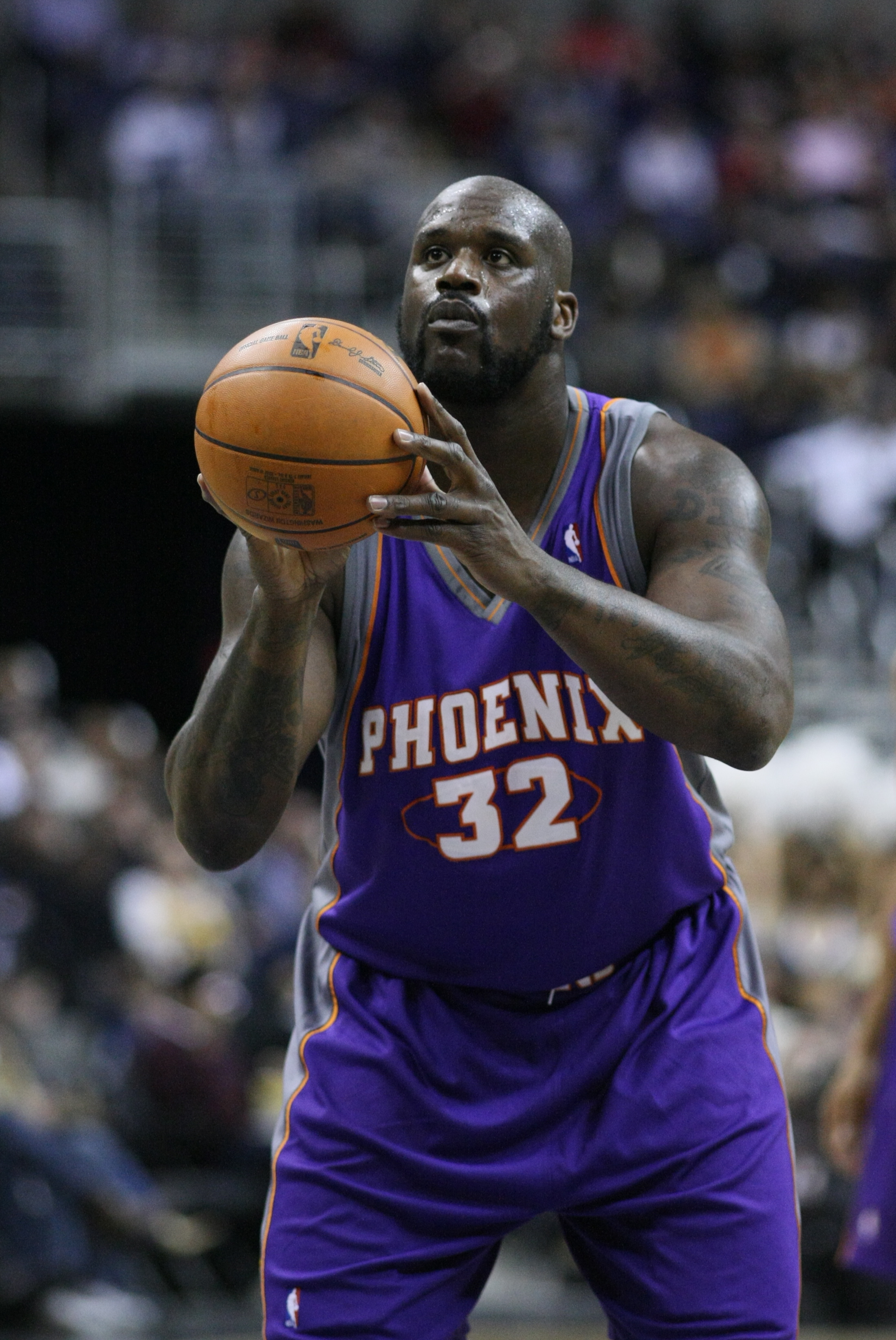
O'Neal se prepara para cobrar um lance livre pelo Phoenix Suns contra o Washington Wizards, em 26 de janeiro de 2009. Ele acertou apenas 52.7% dos lances livres em sua carreira. Sua ineficiência nesse quesito era tão grande que os adversários cometiam faltas intencionais para que ele pudesse arremessá-los. Essa estratégia ficou conhecida como Hack-a-Shaq.

Descrito como  "o jogador fisicamente mais imponente a jogar na era moderna da NBA", O'Neal tem 2,16 metros de altura e pesou entre 133 e 179 quilos durante sua carreira. Sempre se destacou pela extraordinária força física e utilizava sua força e peso para dominar fisicamente seus oponentes, ao mesmo tempo em que era técnico o suficiente para conduzir a bola, driblar e passar. No início de sua carreira, ele possuía agilidade incomum para alguém de seu tamanho, corria por toda a quadra como "uma gazela mutante" e fazia giros no garrafão "tão rápido quanto o demônio da Tazmânia"; com o passar dos anos, ganhou mais peso e se transformou em um "mamute do poste baixo", que subjugava seus oponentes com "a força mais poderosa que o esporte já viu".
Em 19 anos de carreira, O'Neal marcou 28 596 pontos totais (média de 23.7 pontos por jogo), acertou 58.2% de seus arremessos, pegou 13 099 rebotes totais (média de 10.9 rebotes por jogo) e fez 2 732 bloqueios totais (média de 2.3 bloqueios por jogo). Em toda a história da NBA, ele é o 10º jogador com mais pontos, o 16º com mais rebotes e o 9º com mais bloqueios.
O'Neal marcou a grande maioria de seus pontos na NBA atuando próximo da cesta (no chamado low post), de costas para seu marcador. Com sua força física, ele empurrava seus marcadores para perto da cesta e executava com frequência o drop step, um giro rápido sobre o marcador, seguido de uma enterrada, jogada que se tornou uma de suas marcas registradas. As enterradas eram uma de suas principais jogadas: O'Neal não as fazia com grandes acrobacias, mas enterrava com tamanha ferocidade que, ocasionalmente, derrubava toda a estrutura da cesta. "Uma vez que eu comecei a enterrar, eu não conseguia parar. Eu adorava a força disso, e eu estava viciado nos olhares aterrorizados dos caras quando eu enterrava sobre eles. Não podia ser a única parte do meu jogo, eu entendia isso — mas podia ser a parte do meu jogo." As enterradas eram tão características de seu jogo que, ao ser homenageado com uma estátua em frente à arena do Los Angeles Lakers, a imagem escolhida foi, justamente, a de uma enterrada.
Por outro lado, e apesar de suas médias de 7.4 rebotes defensivos, 2.3 tocos por jogo e de ter sido escolhido três vezes para o segundo Melhor Time de Defesa da NBA, O'Neal nunca foi considerado um grande jogador defensivo. O próprio O'Neal reconheceu: "Eu sempre fui um jogador ofensivo. Nunca fui um jogador de defesa". Quando o lendário treinador Phil Jackson chegou ao Los Angeles Lakers, em 1999, ele disse que O'Neal precisava melhorar a sua defesa, e chegou a criticá-lo publicamente pelo seu pífio esforço defensivo. O seu jogo defensivo é frequentemente citado como uma das principais causas pela qual O'Neal nunca foi considerado o melhor pivô da história da NBA.
Uma de suas principais e notórias deficiências eram as cobranças de lances livres: sua média de acertos na carreira foi de apenas 52.7%, a terceira pior da história da NBA para jogadores que cobraram pelo menos 2 000 lances livres. O'Neal foi o quarto jogador que mais cobrou lances livres na história da NBA, com 11 252 tentativas — ele acertou apenas 5 935. Estabeleceu marcas negativas históricas: em 8 de dezembro de 2000, quando defendia o Los Angeles Lakers, desperdiçou todos os onze lances livres que tentou durante uma partida contra o Seattle SuperSonics. Cientes de sua dificuldade em converer esse tipo de jogada, seus adversários passaram a cometer faltas intencionais contra ele, tática que ficou conhecida como Hack-a-Shaq. Em sua autobiografia Shaq Uncut: My Story, ele afirmou que acreditava se tratar de um problema psicológico, uma vez que, nos treinamentos, ele tinha médias de 80% de acerto.

## Legado
"No período entre a aposentadoria de Michael Jordan do Chicago Bulls em 1998 e a ascensão de Kobe Bryant e LeBron James ao topo da pirâmide há alguns anos atrás, Shaq foi o jogador de basquete mais importante no mundo."—  Michael Wilbon, analista da ESPN.
Shaquille O'Neal é frequentemente descrito como um dos jogadores mais dominantes da história da NBA. Seus prêmios e realizações em 19 anos de carreira incluem quatro títulos da NBA, um prêmio de Jogador Mais Valioso da Temporada e três prêmios de Jogador Mais Valioso das Finais da NBA. Além de seus feitos dentro de quadra, sua personalidade extrovertida, extravagante e por vezes polêmica também contribuiu para consagrá-lo como um dos maiores jogadores da história do basquete.
Em 19 anos de carreira na NBA, O'Neal disputou 1 207 partidas — 1 197 delas como titular. Ele marcou 28 596 pontos, pegou 13 099 rebotes e distribuiu 2 732 tocos, números que se traduzem em médias de 23.7 pontos, 10.9 rebotes e 2.3 tocos por jogo. Ele converteu 11 330 arremessos de 19 457 tentados, o que lhe confere uma porcentagem de aproveitamento de arremessos de 58.2%. Estes números o colocam no topo das listas de recordistas da história da NBA: ele é dono da segundo maior porcentagem de aproveitamento de arremessos; é o sexto maior pontuador; o sétimo jogador que mais distribuiu tocos; e o 13.º jogador que mais pegou rebotes. Ademais, as 13 temporadas nas quais O'Neal conseguiu médias superiores a 20 pontos e 10 rebotes por jogo constituem um recorde na liga: ele ultrapassou nomes como Wilt Chamberlain, Kareem Abdul-Jabbar e Hakeem Olajuwon, três integrantes do Hall da Fama do Basquete, que conseguiram a marca de 20—10 em 12 temporadas. As dez temporadas liderando a NBA em porcentagem de aproveitamento de arremessos também são um recorde: ele quebrou o recorde de nove temporadas, pertencente a Wilt Chamberlain.
O'Neal conquistou quatro vezes o título da NBA. Três de seus títulos foram conquistados consecutivamente com o Los Angeles Lakers, entre 2000 e 2002, enquanto o seu quarto anel de campeão veio em 2006, com o Miami Heat. A dominância de O'Neal é comprovada com o fato de a sua simples presença em uma equipe colocá-la como candidata ao título da liga. Para Dick Vitale, analista da ESPN, "Quando Shaquille O'Neal esteve em seu auge, seu time tinha uma grande chance de vitória. Ele era este fator." O'Neal foi o divisor de águas de, sobretudo, três franquias da NBA: ele conduziu o Orlando Magic à primeira série de playoff e, subsequentemente, à primeira série de finais da história da franquia; seu primeiro título conquistado no Los Angeles Lakers, em 2000, encerrou um "jejum" de 12 temporadas sem que a franquia fosse campeã da liga; e o seu título pelo Miami Heat, em 2006, foi o primeiro da história da franquia que, até então, assumia um papel de figuração na NBA. "O jovem Shaq poderia te levar às finais e adicionar 20 vitórias à sua equipe. Shaq no auge foi três vezes campeão e uma força destruidora. Shaq mais velho ainda podia alterar o equilíbrio de poder na NBA."
Individualmente, O'Neal conquistou três vezes o prêmio de Jogador Mais Valioso das Finais da NBA — todos durante o tricampeonato pelo Los Angeles Lakers, de 2000 a 2002. Em 2000, ele também recebeu o prêmio de Jogador Mais Valioso da Temporada. Ademais, o pivô contabiliza 15 participações no Jogo das Estrelas da NBA — tendo sido eleito, em três ocasiões, o Jogador Mais Valioso do Jogo das Estrelas — e 14 indicações para o Melhor Quinteto da NBA, sendo oito destas indicações para o time principal. O'Neal também foi o maior pontuador da temporada em duas ocasiões e, em seu primeiro ano na NBA, foi eleito Revelação do Ano e selecionado para o Quinteto Ideal de Novatos da NBA.
Apesar de suas realizações, há espaço para inúmeros questionamentos acerca da carreira de Shaquille O'Neal. Treinadores, jogadores e especialistas parecem comungar da opinião de que O'Neal poderia ter sido um dos maiores atletas da história, se tivesse levado sua carreira mais "a sério". Em 2011, quando de sua aposentadoria do esporte, a ESPN reuniu oito especialistas para discutir a carreira do pivô. Ao serem questionados se O'Neal "tirou o máximo proveito de seus talentos", todos os oito responderam "não". Phil Jackson, técnico do Los Angeles Lakers no tricampeonato de 2000 a 2002, afirmou que O'Neal foi "(...) um cara que poderia e deveria ter sido o MVP por dez temporadas consecutivas." Para alguns, o pífio aproveitamento do pivô em lances-livres (ele acertou somente 52.7% em toda sua carreira) foi fruto de seu próprio desinteresse em aprimorar a técnica — ainda que, na opinião do próprio O'Neal, o problema fosse psicológico. Todd Pheifer, do Yahoo! Sports, citou "falta de esforço e disciplina" como razões, comentando que "Ao invés de ficar arremessando lances-livres durante as férias, ele (O'Neal) estava gravando discos e fazendo filmes."
Mesmo com estes questionamentos, o legado de Shaquille O'Neal na NBA é indubitável. Em 1996 — quando o pivô estava somente em sua quarta temporada na liga — O'Neal foi incluído em uma listagem oficial da liga com os 50 Maiores Jogadores da História da NBA. Em 2007, a ESPN convocou um júri composto por 20 especialistas para escolher os melhores jogadores da história da NBA, separados por posições. O'Neal foi eleito o quarto melhor pivô da história, sendo definido como "(...) a combinação perfeita de força e agilidade. Uma versão maior e mais poderosa de Wilt." Em 2009, a revista especializada SLAM, em sua lista de 50 Maiores Jogadores da História da NBA, posicionou O'Neal na quarta posição. Para a ESPN, "Shaq foi uma estrela em cada sentido da palavra." Para J. A. Adande, analista da ESPN, "(...) Shaq sempre entendeu que há mais na vida do que basquete. Ele tornou isto divertido, tornou isto um show." Peter Vecsey, do New York Post, afirmou que O'Neal "(...) foi o primeiro atleta a integrar esportes e entretenimento em larga escala" e Michael Wilbon, da ESPN, afirmou que "(...) o que coloca Shaquille O'Neal além de virtualmente qualquer outro jogador de basquete (...) (é) a consciência de que esportes são show biz e qual é o seu lugar neste universo."

## Prêmios e homenagens
- National Basketball Association:
  - 4x Campeão da NBA: 2000, 2001, 2002 e 2006
    - 3x NBA Finals Most Valuable Player (MVP das Finais): 2000, 2001 e 2002

  - NBA Most Valuable Player (MVP): 2000
  - 2x NBA Scoring Champion: 1995 e 2000
  - NBA Rookie of the Year: 1993
  - 3x NBA All-Star Game MVP: 2000, 2004 e 2009
  - 15x NBA All-Star Game: 1993, 1994, 1995, 1996, 1997, 1998, 2000, 2001, 2002, 2003, 2004, 2005, 2006, 2007 e 2009
  - 14x All-NBA Team:
    - Primeiro Time: 1998, 2000, 2001, 2002, 2003, 2004, 2005 e 2006
    - Segundo Time: 1995 e 1999
    - Terceiro Time: 1994, 1996, 1997, e 2009

  - 3x NBA All-Defensive Team:
    - Segundo Time: 2000, 2001 e 2003

  - NBA All-Rookie Team:
    - Primeiro Time: 1993
- Seleção dos Estados Unidos:
  - Jogos Olímpicos:
    -  Medalha de Ouro: 1996

  - FIBA World Championship:
    -  Medalha de Ouro: 1994
    - MVP do FIBA World Championship: 1994

  - USA Basketball Male Athlete of the Year: 1994
- Outras Honrarias:
  - 50 grandes jogadores da história da NBA
  - Basketball Hall of Fame
  - FIBA Hall of Fame
  - ESPY de Melhor Jogador da NBA: 2000 e 2002
  - Número 34 aposentado pelo Los Angeles Lakers
  - Número 32 aposentado pelo Miami Heat
  - Número 32 aposentado pelo Orlando Magic

Em sua primeira temporada na NBA, O'Neal recebeu o prêmio de Revelação do Ano e foi incluído no Melhor Quinteto de Novatos, além de ser o pivô mais votado para o Jogo das Estrelas daquele ano, tornando-se o primeiro novato desde Michael Jordan a ser escolhido como titular de um Jogo das Estrelas.
O'Neal viria a ser escolhido consecutivamente para o Jogo das Estrelas até 1998; em 1999, a partida foi cancelada em virtude do lockout daquela temporada. O'Neal foi um All-Star de 2000 a 2007; em 2008 ele não foi escolhido, mas retornou ao Jogo das Estrelas pela última vez em 2009. Foi eleito o Jogador Mais Valioso do Jogo das Estrelas em três ocasiões: 2000 (juntamente com Tim Duncan), 2004 e 2009 (juntamente com Kobe Bryant).
Apesar de campeão da NBA quatro vezes (2000, 2001, 2002 e 2006), O'Neal recebeu apenas um prêmio de Jogador Mais Valioso da Temporada Regular, em 2000, ficando a um voto de se tornar o primeiro MVP unânime da história da liga. Por outro lado, O'Neal recebeu três vezes o prêmio de Jogador Mais Valioso das Finais, todas durante o tricampeonato consecutivo do Los Angeles Lakers, tornando-se o segundo jogador da história, além de Michael Jordan, a receber três prêmios consecutivos de MVP das Finais.
O'Neal foi incluído no Melhor Quinteto da NBA em 13 ocasiões, sendo oito delas no time principal (1998; 2000—2006), duas delas no segundo time (1995 e 1999) e quatro delas no terceiro time (1994, 1996—1997 e 2009). Também contabilizou três inclusões no Segundo Melhor Quinteto Defensivo da NBA, em 2000, 2001 e 2003. Outro prêmio recebido pelo pivô foi o de cestinha da temporada, em 1995 e em 2000: na primeira, ele marcou 29.3 pontos por jogo e, cinco anos depois, marcou 29.7 jogos por jogo.

## Fora das quadras

### Personalidade da mídia

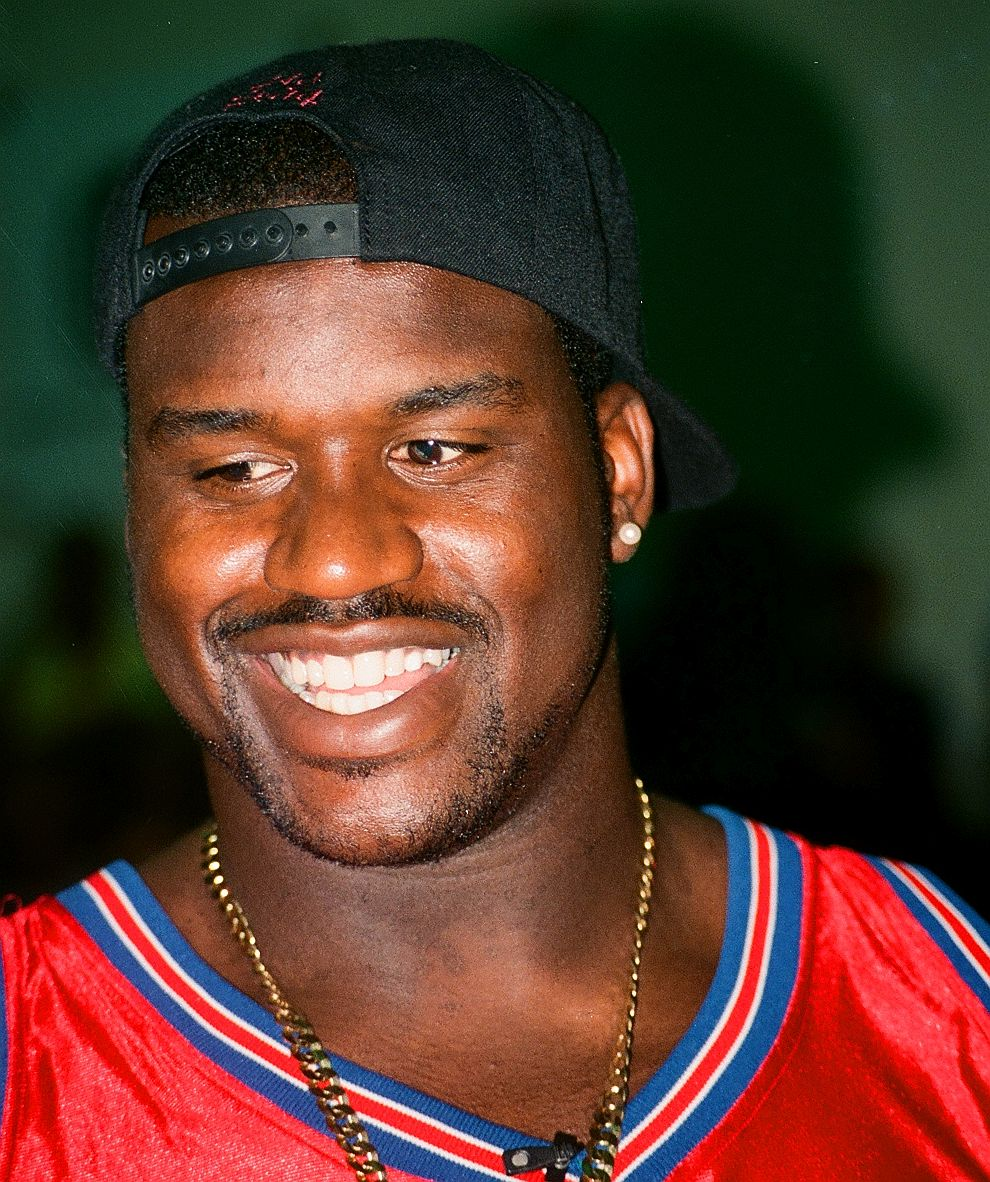
O'Neal em 1998

O'Neal chamou a si mesmo de "O Grande Aristóteles" e "Mestre Hobo" por sua compostura durante as entrevistas. Jornalistas e outros deram a O'Neal vários apelidos, incluindo "The Diesel", "Shaq Fu", "The Big Daddy", "Superman", "The Big Agave", "The Big Cactus", "The Big Shaqtus", "The Big Galactus", "Wilt Chamberneezy", "The Big Baryshnikov", "The Real Deal", "The Big Shamrock", "The Big Leprechaun", "Shaqovic" e "The Big Conductor". Embora ele fosse um entrevistado favorito da imprensa, O'Neal era sensível e muitas vezes passava semanas sem falar. Quando ele não queria falar com a imprensa, ele empregava uma técnica de entrevista em que, sentado em frente ao seu cubículo, ele murmurava em sua voz baixa.
Os comentários humorísticos e às vezes incendiários de O'Neal alimentaram a rivalidade do Los Angeles Lakers com o Sacramento Kings; O'Neal frequentemente se referia à equipe de Sacramento como "Queens". Durante a festa do título de 2002, O'Neal declarou que Sacramento nunca seria a capital da Califórnia, depois que os Lakers venceram os Kings em uma dura série de sete jogos a caminho de seu terceiro título com O'Neal.
Também recebeu a atenção da imprensa por zombar dos chineses quando entrevistado sobre o Yao Ming. O'Neal disse a um repórter: "Diga a Yao Ming: ching chong yang." O'Neal mais tarde disse que era humor de vestiário e ele não quis ofender. Yao acreditava que O'Neal estava brincando, mas ele disse que muitos asiáticos não entenderiam o humor. Yao brincou: "Chinês é difícil de aprender. Eu tive problemas com ele quando eu era pequeno." O'Neal admitiu mais tarde que se arrependeu de como tratou Yao no início de sua carreira.
Durante os playoffs da NBA de 2005, O'Neal comparou seu mau jogo com Erick Dampier, um pivô do Dallas Mavericks que não conseguiu marcar um único ponto em um de seus jogos recentes. A comparação inspirou inúmeras citações e referências dos locutores durante esses playoffs, embora o próprio Dampier tenha oferecido pouca resposta ao insulto. Os dois se encontrariam nas finais da NBA de 2006.
O'Neal também apareceu na televisão no Saturday Night Live (ele foi inicialmente escolhido para apresentar o segundo episódio da 24ª temporada em 1998, mas teve que recuar devido a conflitos de agenda, sendo substituído por Kelsey Grammer; no entanto, ele apareceu em duas esquete durante o episódio) e em 2007 apresentou o Shaq's Big Challenge, um reality show na ABC no qual ele desafiou as crianças da Flórida a perder peso e permanecer em forma.
Quando os Lakers enfrentaram o Heat em 16 de janeiro de 2006, O'Neal e Kobe Bryant foram as manchetes ao apertarem as mãos e darem abraços antes do jogo, um evento que se acreditava significar o fim da chamada "rixa Bryant-O'Neal". O'Neal foi citado dizendo que aceitou o conselho da lenda da NBA, Bill Russell, para fazer as pazes com Bryant.

### Questões legais
Em agosto de 2010, O'Neal foi processado por seu técnico de TI pessoal, Shawn Darling, depois que O'Neal supostamente tentou plantar pornografia infantil no computador de Darling. Ele alegou que O'Neal originalmente tentou se proteger hackeando as mensagens de voz de suas amantes e excluindo mensagens relevantes. Darling também alegou que O'Neal tinha usado contatos da polícia para obter informações restritas sobre essas amantes e que O'Neal posteriormente jogou seu laptop em um lago para destruir possíveis evidências.
Em abril de 2014, O'Neal postou uma foto no Instagram em que se mostrava zombando de Jahmel Binion, que sofre de displasia ectodérmica. O'Neal emitiu um pedido público de desculpas, afirmando que ele e Binion tinham falado e que ele "fez um amigo hoje". Binion, no entanto, processaria O'Neal por uma quantia maior que 25 mil dólares.

### Educação
O'Neal deixou a LSU para a NBA depois de três anos. No entanto, ele prometeu a sua mãe que eventualmente voltaria aos estudos e completaria seu bacharelado. Ele cumpriu essa promessa em 2000, obtendo seu bacharelado em estudos gerais. O treinador Phil Jackson deixou O'Neal perder um jogo para que ele pudesse ir à formatura. Na cerimônia, ele disse à multidão "agora eu posso ir e conseguir um emprego de verdade". Posteriormente, O'Neal obteve um MBA online através da Universidade de Phoenix em 2005. Em referência à conclusão do MBA, ele afirmou: "É apenas algo para ter no meu currículo para quando eu voltar à realidade."
No final de sua carreira como jogador, ele começou a trabalhar em um doutorado educacional na Barry University. Seu tema de doutorado foi "A Dualidade do Humor e da Agressão em Estilos de Liderança". O'Neal se formou em Desenvolvimento de Recursos Humanos em 2012. Ele disse a um repórter da ABC News que planeja continuar sua educação cursando direito.
O'Neal também estudou direção e cinematografia no Conservatório de Cinema da Academia de Cinema de Nova York.

### Oficial de polícia
O'Neal frequentemente demonstrou o seu interesse em se tornar oficial de polícia e, durante sua passagem pelo Los Angeles Lakers, ele passou pela Academia de Reserva do Condado de Los Angeles, tornando-se um oficial da reserva da polícia portuária do condado.
Quando O'Neal foi trocado para o Miami Heat, ele passou por um programa similar em Miami Beach, tornando-se, assim como em Los Angeles, um oficial da reserva, recebendo um salário anual de um dólar. Pouco depois, O'Neal testemunhou um crime de ódio, um agredindo uma pessoa enquanto xingava insultos homofóbicos, e ligou para a polícia de Miami-Dade, descrevendo o suspeito e ajudando a polícia, por seu celular, a rastrear o criminoso. As ações de O'Neal resultaram na prisão de dois suspeitos sob acusação de agressão agravada e crime de ódio.
Em setembro de 2006, O'Neal participou de um ataque a uma casa na zona rural de Condado de Bedford. No entanto, não era qualificado como oficial da SWAT.
Em junho de 2008, o Condado de Bedford e o Condado de Maricopa revogaram a vice-presidência especial de O'Neal depois que um vídeo dele falando sobre Kobe Bryant e usando insultos raciais se tornou público.
Em dezembro de 2016, O'Neal foi empossado como xerife em Jonesboro, Geórgia, como parte do Condado de Clayton.

### Carreira musical

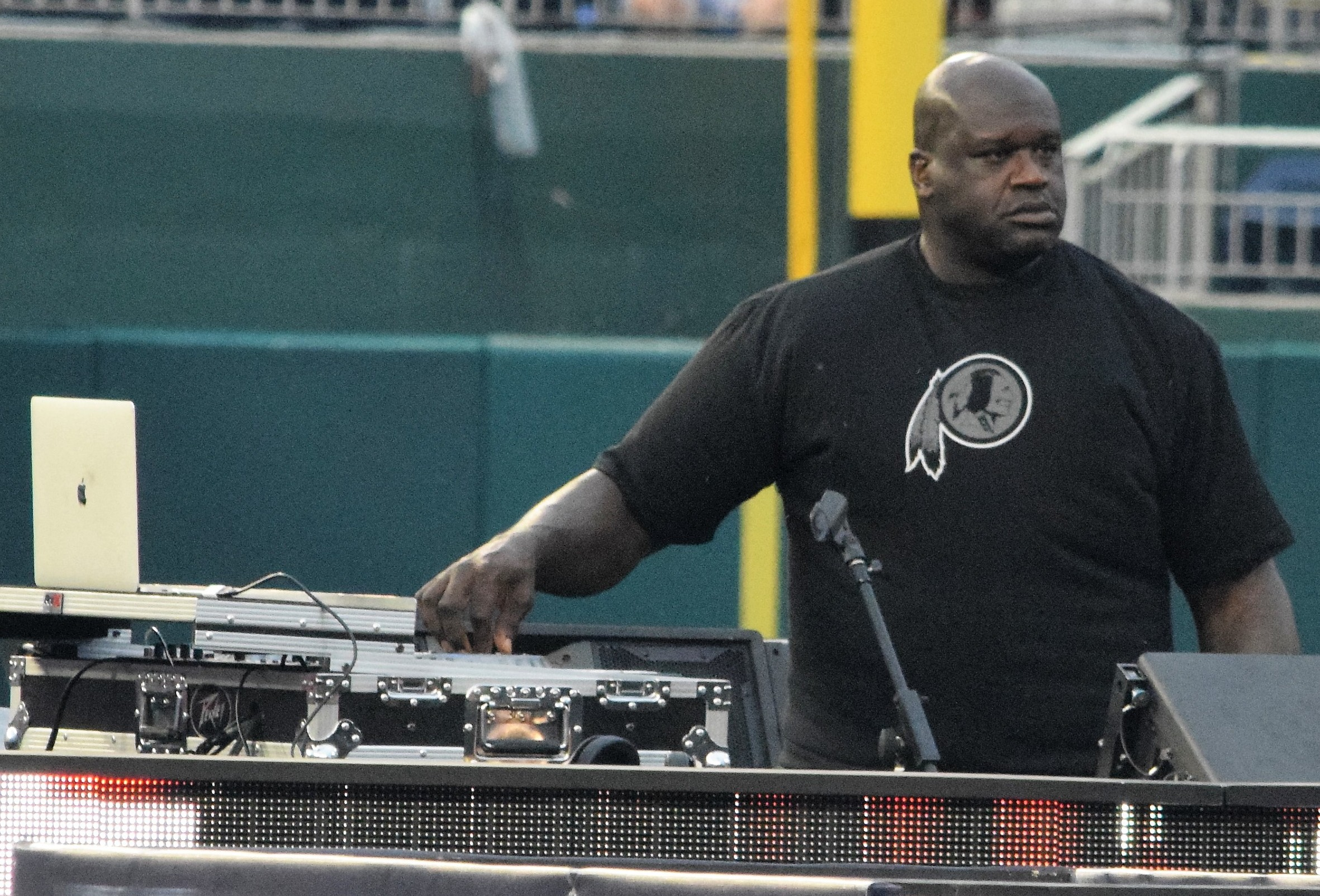
O'Neal como DJ no All-Star Legends & Celebrity Softball de 2018

O'Neal iniciou sua carreira musical como rapper em 1993, ano de sua primeira temporada na NBA. Ele manteve sua carreira até 2001, lançando cinco álbuns de estúdio e uma compilação. O seu álbum de estreia Shaq Diesel, recebeu a certificação de platina da RIAA.
O'Neal foi apresentado ao lado de Michael Jackson como rapper convidado em "2 Bad", uma canção do álbum HIStory de Jackson de 1995. Ele contribuiu com três faixas, incluindo a música "We Genie", para a trilha sonora de Kazaam. O'Neal também foi destaque no single de 2001 de Aaron Carter, "That's How I Beat Shaq".
Atualmente, ele produz música eletrônica e percorre o mundo com o nome artístico, DIESEL. O'Neal também criou seu festival de música, SHAQ's Fun House, ao lado de seus dois gerentes musicais.
Em julho de 2017, O'Neal lançou uma faixa diss destinada a LaVar Ball, o pai de Lonzo Ball. A canção de três minutos foi lançada em resposta a Ball alegando que ele e seu filho mais novo, LaMelo, venceriam O'Neal e seu filho Shareef em um jogo de basquete.

### Ator
O'Neal é um dos primeiros afro-americanos a interpretar um grande super-herói de quadrinhos em um filme, tendo interpretado John Henry Irons, o protagonista do filme Steel - O Homem de Aço de 1997. É precedido apenas por Michael Jai White, cujo filme Spawn foi lançado duas semanas antes de Steel.
O'Neal apareceu como ele mesmo em um episódio de Segura a Onda, em um episódio de Eu, a Patroa e as Crianças e em um episódio de The Parkers. Apareceu em papéis especiais nos filmes Fora de Casa!, Cada Um Tem a Gêmea Que Merece e Todo Mundo em Pânico 4. O'Neal apareceu nos videoclipes de "Bad Boy for Life" de P. Diddy, "That's How I Beat Shaq" de Aaron Carter, "Vanilla Twilight" de Owl City e "Don't Wanna Know" do Maroon 5.
O'Neal apareceu no filme CB4 em uma pequena cena de "entrevista". Apareceu como o oficial Fluzoo no filme Gente Grande 2.
Ele dublou versões animadas de si mesmo em várias ocasiões, incluindo na série animada Super Choque, em Johnny Bravo, em Titio Avô, em Uma Aventura LEGO e em Os Smurfs 2.

### Televisão
O'Neal e sua mãe, Lucille Harrison, foram destaque no documentário Apple Pie, que foi ao ar na ESPN. Em 2005, O'Neal teve um reality show na ESPN, Shaquille, e apresentou uma série chamada Shaq's Big Challenge na ABC.
O'Neal apareceu no NBA Ballers e NBA Ballers: Phenom,[carece de fontes?] no especial do Discovery Channel, Motorcycle Mania 2, solicitando uma moto excepcionalmente grande, no primeiro Idol Gives Back, em um episódio de Fear Factor e em um episódio de Jackass da MTV, onde ele foi levantado do chão nas costas de Wee Man. O'Neal era um fã de wrestling e fez aparições em muitos eventos da WWE.
O'Neal estrelou um reality show chamado Shaq Vs. que estreou em 2009 na ABC. O programa contou com O'Neal competindo contra outros atletas em seus próprios esportes.
Em 14 de julho de 2011, O'Neal anunciou que se juntaria à TNT como analista de jogos da NBA, juntando-se a Ernie Johnson, Kenny Smith e Charles Barkley.
Ele apresentou o programa Upload with Shaquille O'Neal que foi ao ar na TruTV por uma temporada.
Em setembro de 2015, enquanto promovia a gigante de roupas esportivas Reebok na Coreia do Sul, O'Neal se juntou ao elenco do programa de televisão de variedades sul-coreano Off to School, onde ele estudou na Seo Incheon High School. O programa apresenta várias celebridades frequentando um ensino médio selecionado como estudantes por três dias. O produtor da série, Kim No-eun disse: "Trabalhamos duro em nossa lista de convidados nesta temporada, então Shaquille O'Neal estará no programa. Conseguimos traze-lo depois de muito esforço. O'Neal visitará a Coreia para uma promoção e visitará a escola no último dia. Ele vai almoçar com os alunos. Estamos até preparando um grande jogo entre Chu Sung Hoon e Shaquille O'Neal. Estamos especialmente preparando um uniforme para Shaquille O'Neal."

### Jogos
O'Neal foi destaque nas capas dos videogames NBA Live 96, NBA 2K6, NBA 2K7, NBA Showtime: NBA on NBC, NBA Hoopz e NBA Inside Drive 2004. O'Neal apareceu na versão arcade do NBA Jam (1993), NBA Jam (2003) e no NBA Live 2004 como um jogador atual e como um All-Star dos anos 1990. O'Neal estrelou Shaq Fu, um jogo de luta para o Super Nintendo Entertainment System e Sega Genesis. Uma sequência, Shaq Fu: A Legend Reborn, foi lançada em 2018. O'Neal também apareceu no Backyard Basketball em 2004, Ready 2 Rumble Boxing: Round 2 como um boxeador jogável. O'Neal também foi um personagem desbloqueável no UFC Undisputed.

### Publicidade
O'Neal fez inúmeras aparições em comerciais de televisão, incluindo vários comerciais da Pepsi, da Reebok, da Nestlé Crunch, dos produtos Gold Bond, de comerciais gerais de seguros, da pizzaria Papa John, do Hulu, das impressoras Epson e comerciais da IcyHot.

### Artes marciais mistas
O'Neal começou a treinar MMA em 2000. Na Academia Gracie de Jonathan Burke, ele treinou boxe, jiu-jitsu, Muay Thai e wrestling. O'Neal desafiou o kickboxer e o lutador de MMA, Choi Hong-man, para uma luta em um vídeo no YouTube publicado em 17 de junho de 2009. Choi respondeu a um e-mail perguntando se ele gostaria de lutar com O'Neal dizendo "Sim, se há uma chance." Em 28 de agosto de 2010, no UFC 118, em Boston, O'Neal reiterou seu desejo de lutar contra Choi em uma entrevista.

### Luta profissional
Fã de wrestling, O'Neal fez inúmeras aparições em eventos televisionados ao longo dos anos. Seus lutadores favoritos são Tony Atlas, Junkyard Dog e Brock Lesnar.
Em 1994, O'Neal fez várias aparições no World Championship Wrestling (WCW), principalmente dando o cinturão ao vencedor da luta entre Hulk Hogan e Ric Flair. Em julho de 2009, O'Neal serviu como apresentador convidado para uma transmissão ao vivo do Monday Night Raw da WWE. Como parte do show, O'Neal entrou em uma briga com Big Show. Em setembro de 2012, O'Neal fez uma aparição no programa Impact Wrestling da Total Nonstop Action Wrestling, onde ele teve um encontro nos bastidores com Hulk Hogan.
Em abril de 2016, O'Neal participou de sua primeira luta, quando foi um convidado surpresa no battle royal no WrestleMania 32. O'Neal eliminou Damien Sandow e teve outro confronto com Big Show antes de ser eliminado pela maioria dos outros lutadores. Em julho, no ESPY Awards de 2016, Big Show e O'Neal tiveram outro breve confronto. Uma luta foi proposta para o WrestleMania 33. Em janeiro de 2017, os dois começaram a se provocar nas redes sociais, postando vídeos de treinos se preparando para a possível luta. Após semanas de discussão, a luta foi cancelada. De acordo com Dave Meltzer do Wrestling Observer Newsletter, a luta foi cancelada por razões monetárias, já que ambas as partes não conseguiram chegar a um acordo. Big Show mais tarde afirmou que foi O'Neal que causou o cancelamento.
No episódio de 11 de novembro de 2020 da AEW Dynamite, Jade Cargill interrompeu Cody Rhodes e brincou com a chegada de O'Neal ao All Elite Wrestling (AEW). No episódio de 3 de março de 2021 da AEW Dynamite intitulado The Crossroads, O'Neal se juntou a Jade Cargill para derrotar Cody Rhodes e Red Velvet.

### Empreendimentos
O'Neal também é um empresário ativo e investidor. Foi um investidor ativo de várias empresas como General Electric, Apple e PepsiCo. Também tem sido um empresário imobiliário ativo. O'Neal estava procurando expandir seus empreendimentos com projetos de desenvolvimento imobiliário que visassem ajudar os proprietários de casas de Orlando a enfrentar a hipoteca. Seus planos envolviam comprar as hipotecas e depois vender as casas de volta para eles sob condições mais acessíveis. Ele teria um pequeno lucro em troca, mas queria fazer um investimento em Orlando e ajudar os proprietários.
Em conjunto com a Boraie Development, O'Neal desenvolveu projetos em sua cidade natal, Newark, Nova Jersey, incluindo, CityPlex12 e One Riverview.
O'Neal está no conselho consultivo da Tout Industries, uma empresa de startup de serviços de vídeos para redes sociais com sede em São Francisco. Ele recebeu o cargo em troca de notícias de sua aposentadoria da NBA no serviço.
Em setembro de 2013, O'Neal tornou-se um proprietário minoritário do Sacramento Kings.
Em junho de 2015, O'Neal investiu na startup de tecnologia Loyale3 Holdings Inc., uma corretora de São Francisco cujo site e aplicativo móvel permitem que as empresas vendam um pedaço de seus IPOs diretamente para pequenos investidores que investiram até US$ 100 e também permitem que os investidores comprem regularmente pequenas quantidades de ações em empresas já públicas.
O'Neal é um investidor da equipe de eSports, NRG Esports. Também apareceu em comerciais de televisão promovendo a liga de Counter-Strike: Global Offensive ELeague.
No início de 2019, O'Neal juntou-se ao conselho de administração do Papa John e investiu em nove lojas na área de Atlanta. Além disso, tornou-se o porta-voz da empresa como parte do contrato de três anos.

## Vida pessoal

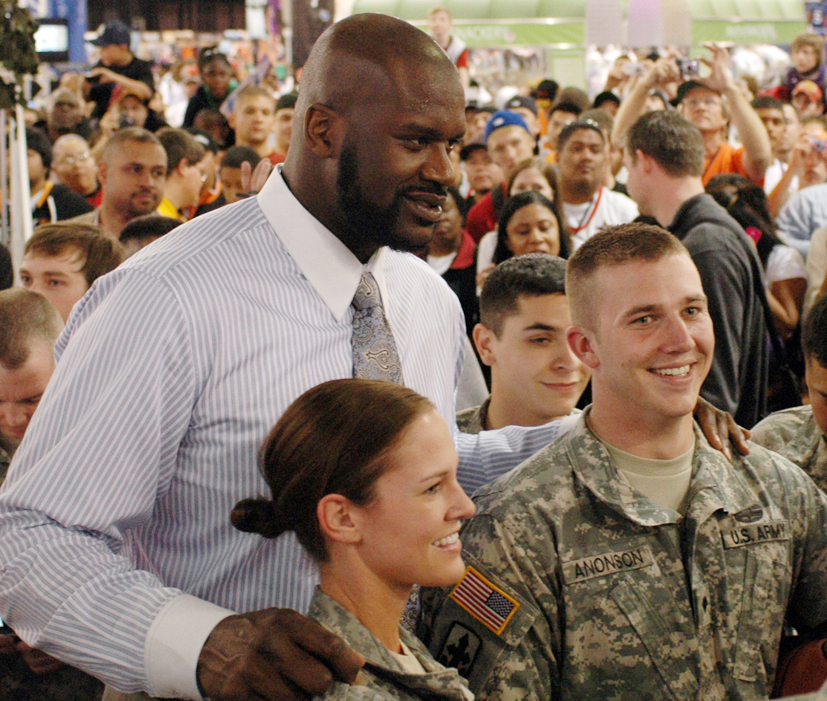
O'Neal no All-Star Game da NBA de 2009

O'Neal foi criado por uma mãe batista e um padrasto muçulmano. Tanto Robin Wright em seu livro Rock the Casbah como o Los Angeles Times identificaram O'Neal como um muçulmano. No entanto, O'Neal disse: "Sou muçulmano, judeu, budista, sou todo mundo porque sou uma pessoa do povo."

### Casamento
O'Neal casou-se com Shaunie Nelson em 26 de dezembro de 2002. O casal tem quatro filhos: Shareef, Amirah, Shaqir e Me'arah. Shaunie também tem um filho de um relacionamento anterior, Myles. Em 4 de setembro de 2007, O'Neal pediu o divórcio de Shaunie em um tribunal de Miami. Shaunie disse mais tarde que o casal tinha voltado e que o divórcio foi retirado. No entanto, em 10 de novembro de 2009, Shaunie entrou com o processo de divórcio, citando diferenças irreconciliáveis.
Em 2015, Shareef, de 2,01m, foi um destaque no basquete em seu ensino médio. Shareef, mais tarde classificado como um prospecto top-30 na classe de recrutamento de 2018, havia se comprometido a jogar basquete universitário na Universidade do Arizona, mas rescindiu o compromisso em fevereiro de 2018 depois que o treinador, Sean Miller, estava ligado a possíveis violações graves das regras de recrutamento da NCAA.

### Outros relacionamentos
O'Neal tem uma filha de um relacionamento anterior com Arnetta Yardbourgh chamada Taahirah O'Neal.
No verão de 2010, O'Neal começou a namorar a estrela do reality show Nicole "Hoopz" Alexander. O casal residia na casa de O'Neal em Sudbury, Massachusetts, e se separaram em 2012.
Desde 2014 O'Neal namora Laticia Rolle, uma modelo de Gardner, Massachusetts.

### Fora do basquete

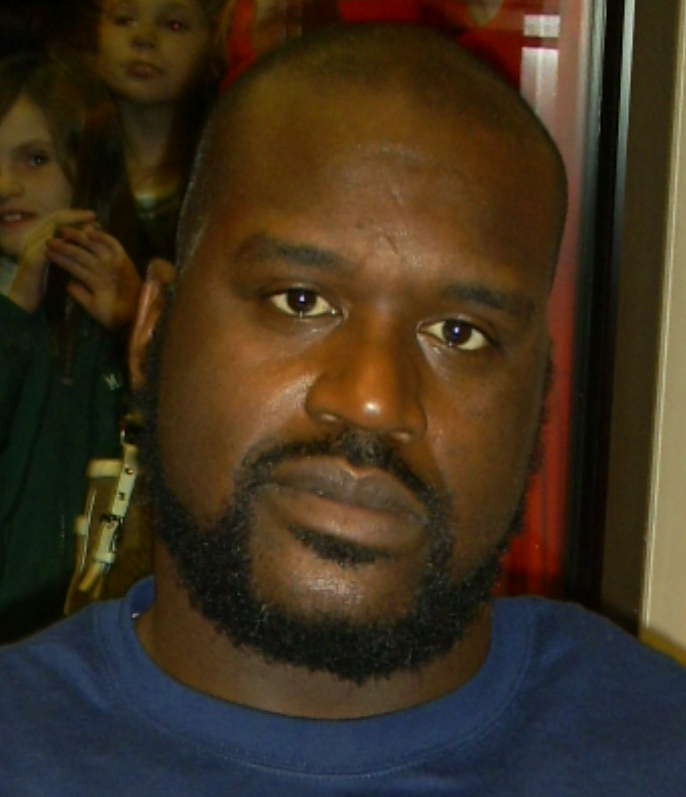
O'Neal em 2011

Em junho de 2005, quando George Mikan morreu, O'Neal, que o considerava uma grande influência, estendeu uma oferta à sua família para pagar todas as despesas do funeral, que eles aceitaram.
O'Neal tornou-se maçom em 2011, tornando-se membro da Widow's Son Lodge nº 28 em Boston. O'Neal é maçom do Príncipe Hall.
É torcedor do New Jersey Devils da NHL, que joga em sua cidade natal, Newark, e tem sido visto em vários jogos ao longo dos anos. Em 11 de janeiro de 2014, O'Neal lançou um disco cerimonial para um jogo entre os Devils e o Florida Panthers. O'Neal também é torcedor do clube de futebol inglês, Northampton Town, e postou vídeos de apoio em sua página oficial no YouTube.
O'Neal endossou o governador republicano de Nova Jersey, Chris Christie, em sua candidatura à reeleição em 2013, aparecendo em um anúncio de televisão.

## Estatisticas na NBA
| † | Campeão da NBA           |
|   | Líder da Liga            |
|   | MVP da Temporada Regular |

### Temporada regular
| Ano      | Equipe        | PJ    | PT    | MPJ  | AP   | 3P   | LL   | RT   | AS  | BR  | TO  | PPJ  |
| -------- | ------------- | ----- | ----- | ---- | ---- | ---- | ---- | ---- | --- | --- | --- | ---- |
| 1992–93  | Orlando       | 81    | 81    | 37.9 | .562 | .000 | .592 | 13.9 | 1.9 | .7  | 3.5 | 23.4 |
| 1993–94  | Orlando       | 81    | 81    | 39.8 | .599 | .000 | .554 | 13.2 | 2.4 | .9  | 2.9 | 29.3 |
| 1994–95  | Orlando       | 79    | 79    | 37.0 | .583 | .000 | .533 | 11.4 | 2.7 | .9  | 2.4 | 29.3 |
| 1995–96  | Orlando       | 54    | 52    | 36.0 | .573 | .500 | .487 | 11.0 | 2.9 | .6  | 2.1 | 26.6 |
| 1996–97  | L.A. Lakers   | 51    | 51    | 38.1 | .557 | .000 | .484 | 12.5 | 3.1 | .9  | 2.9 | 26.2 |
| 1997–98  | L.A. Lakers   | 60    | 57    | 36.3 | .584 | .000 | .527 | 11.4 | 2.4 | .7  | 2.4 | 28.3 |
| 1998–99  | L.A. Lakers   | 49    | 49    | 34.8 | .576 | .000 | .540 | 10.7 | 2.3 | .7  | 1.7 | 26.3 |
| 1999–00  | L.A. Lakers † | 79    | 79    | 40.0 | .574 | .000 | .524 | 13.6 | 3.8 | .5  | 3.0 | 29.7 |
| 2000–01  | L.A. Lakers † | 74    | 74    | 39.5 | .572 | .000 | .513 | 12.7 | 3.7 | .6  | 2.8 | 28.7 |
| 2001–02  | L.A. Lakers † | 67    | 66    | 36.1 | .579 | .000 | .555 | 10.7 | 3.0 | .6  | 2.0 | 27.2 |
| 2002–03  | L.A. Lakers   | 67    | 66    | 37.8 | .574 | .000 | .622 | 11.1 | 3.1 | .6  | 2.4 | 27.5 |
| 2003–04  | L.A. Lakers   | 67    | 67    | 36.8 | .584 | .000 | .490 | 11.5 | 2.9 | .5  | 2.5 | 21.5 |
| 2004–05  | Miami         | 73    | 73    | 34.1 | .601 | .000 | .461 | 10.4 | 2.7 | .5  | 2.3 | 22.9 |
| 2005–06  | Miami †       | 59    | 58    | 30.6 | .600 | .000 | .469 | 9.2  | 1.9 | .4  | 1.8 | 20.0 |
| 2006–07  | Miami         | 40    | 39    | 28.4 | .591 | .000 | .422 | 7.4  | 2.0 | .2  | 1.4 | 17.3 |
| 2007–08  | Miami         | 33    | 33    | 28.6 | .581 | .000 | .494 | 7.8  | 1.4 | .6  | 1.6 | 14.2 |
| 2007–08  | Phoenix       | 28    | 28    | 28.7 | .611 | .000 | .513 | 10.6 | 1.7 | .5  | 1.2 | 12.9 |
| 2008–09  | Phoenix       | 75    | 75    | 30.0 | .609 | .000 | .595 | 8.4  | 1.7 | .6  | 1.4 | 17.8 |
| 2009–10  | Cleveland     | 53    | 53    | 23.4 | .566 | .000 | .496 | 6.7  | 1.5 | .3  | 1.2 | 12.0 |
| 2010–11  | Boston        | 37    | 36    | 20.3 | .667 | .000 | .557 | 4.8  | .7  | .4  | 1.1 | 9.2  |
| Carreira | Carreira      | 1.207 | 1.197 | 33.7 | .587 | .025 | .521 | 10.4 | 2.3 | .5  | 2.1 | 22.5 |
| All-Star | All-Star      | 12    | 9     | 22.8 | .551 | .000 | .452 | 8.1  | 1.4 | 1.1 | 1.6 | 16.8 |

### Playoffs
|  | MVP de Finais |

| Ano      | Equipe        | PJ  | PT  | MPJ  | AP   | 3P   | LL   | RT   | AS  | BR  | TO  | PPJ  |
| -------- | ------------- | --- | --- | ---- | ---- | ---- | ---- | ---- | --- | --- | --- | ---- |
| 1994     | Orlando       | 3   | 3   | 42.0 | .511 | .000 | .471 | 13.3 | 2.3 | .7  | 3.0 | 20.7 |
| 1995     | Orlando       | 21  | 21  | 38.3 | .577 | .000 | .571 | 11.9 | 3.3 | .9  | 1.9 | 25.7 |
| 1996     | Orlando       | 12  | 12  | 38.3 | .606 | .000 | .393 | 10.0 | 4.6 | .8  | 1.3 | 25.8 |
| 1997     | L.A. Lakers   | 9   | 9   | 36.2 | .514 | .000 | .610 | 10.6 | 3.2 | .6  | 1.9 | 26.9 |
| 1998     | L.A. Lakers   | 13  | 13  | 38.5 | .612 | .000 | .503 | 10.2 | 2.9 | .5  | 2.6 | 30.5 |
| 1999     | L.A. Lakers   | 8   | 8   | 39.4 | .510 | .000 | .466 | 11.6 | 2.3 | .9  | 2.9 | 26.6 |
| 2000     | L.A. Lakers † | 23  | 23  | 43.5 | .566 | .000 | .456 | 15.4 | 3.1 | .6  | 2.4 | 30.7 |
| 2001     | L.A. Lakers † | 16  | 16  | 42.3 | .555 | .000 | .525 | 15.4 | 3.2 | .4  | 2.4 | 30.4 |
| 2002     | L.A. Lakers † | 19  | 19  | 40.8 | .529 | .000 | .649 | 12.6 | 2.8 | .5  | 2.5 | 28.5 |
| 2003     | L.A. Lakers   | 12  | 12  | 40.1 | .535 | .000 | .621 | 14.8 | 3.7 | .6  | 2.8 | 27.0 |
| 2004     | L.A. Lakers   | 22  | 22  | 41.7 | .593 | .000 | .429 | 13.2 | 2.5 | .3  | 2.8 | 21.5 |
| 2005     | Miami         | 13  | 13  | 33.2 | .558 | .000 | .472 | 7.8  | 1.9 | .4  | 1.5 | 19.4 |
| 2006     | Miami †       | 23  | 23  | 33.0 | .612 | .000 | .374 | 9.8  | 1.7 | .5  | 1.5 | 18.4 |
| 2007     | Miami         | 4   | 4   | 30.3 | .559 | .000 | .333 | 8.5  | 1.3 | .3  | 1.5 | 18.8 |
| 2008     | Phoenix       | 5   | 5   | 30.0 | .440 | .000 | .500 | 9.2  | 1.0 | 1.0 | 2.6 | 15.2 |
| 2010     | Cleveland     | 11  | 11  | 22.1 | .516 | .000 | .660 | 5.5  | 1.4 | .2  | 1.2 | 11.5 |
| 2011     | Boston        | 2   | 0   | 6.0  | .500 | .000 | .000 | .0   | .5  | .5  | .0  | 1.0  |
| Carreira | Carreira      | 216 | 214 | 35.0 | .546 | .000 | .472 | 10.5 | 2.4 | .5  | 2.0 | 22.2 |